# Schweriner Dom

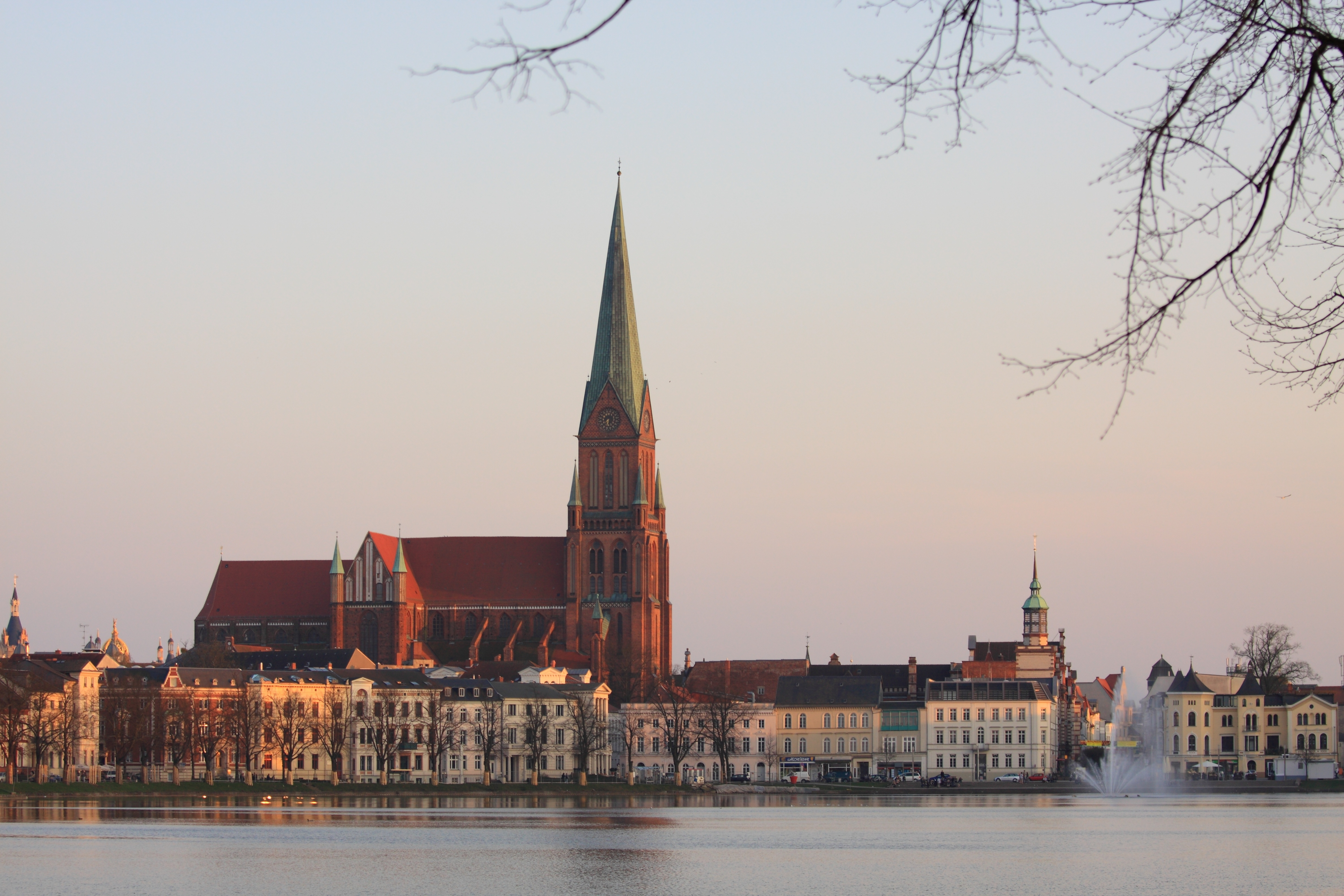
Dom vom Pfaffenteich aus gesehen

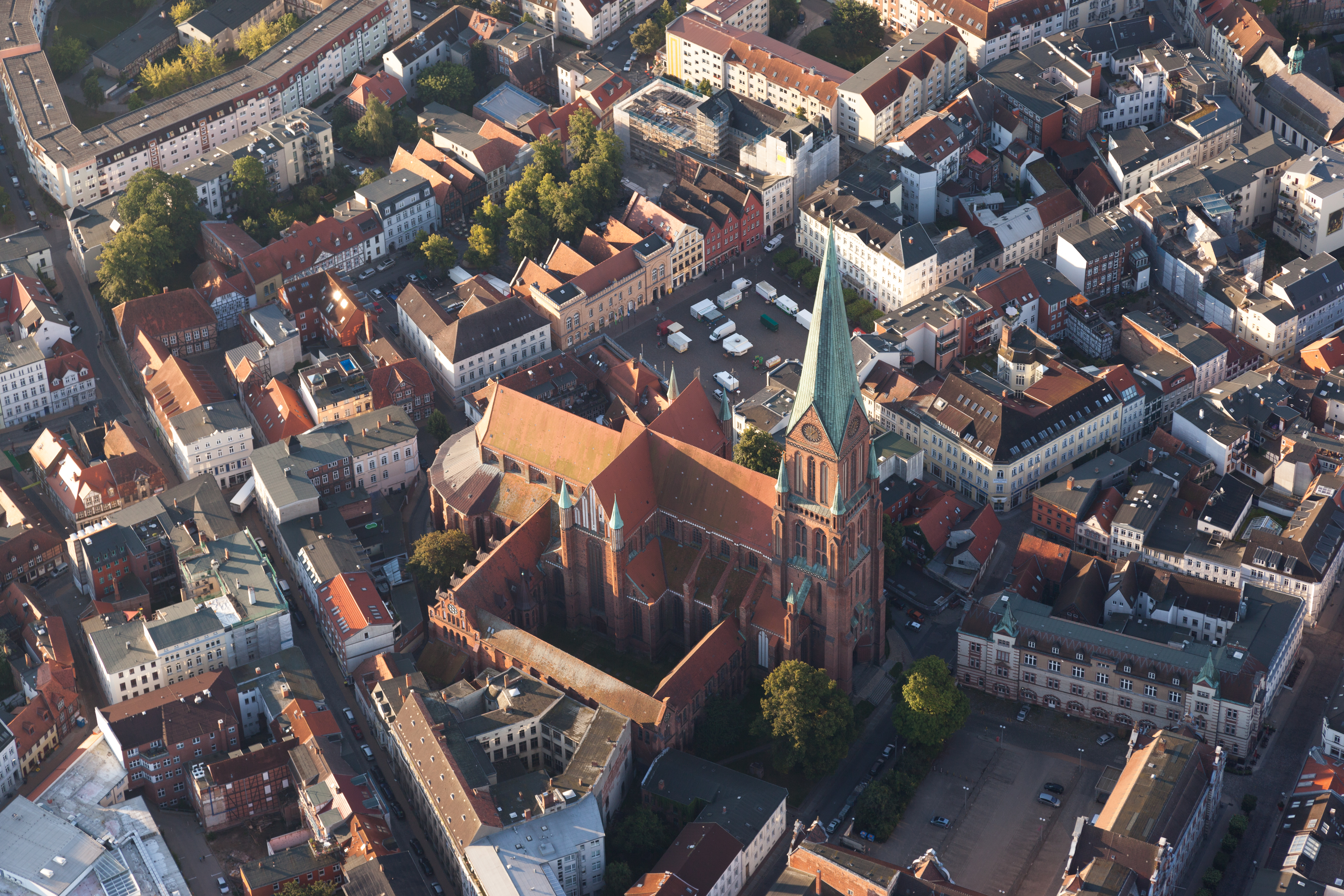
Schweriner Dom, Luftaufnahme

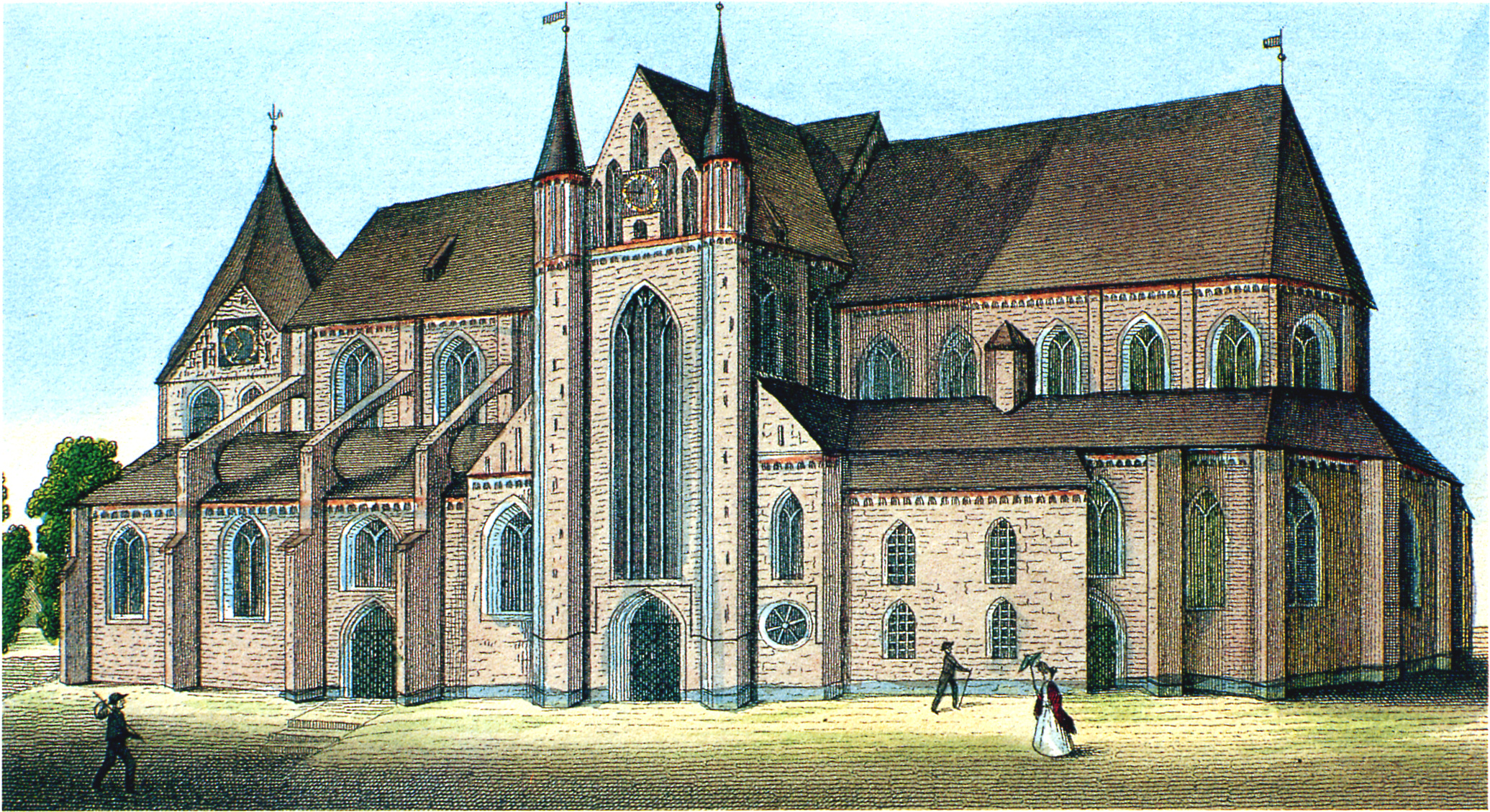
Schweriner Dom vor 1845

Der Dom St. Marien und St. Johannis zu Schwerin, kurz Schweriner Dom, wurde zwischen 1270 und 1416 errichtet. Er ist eine Bischofskirche der Evangelisch-Lutherischen Kirche in Norddeutschland in Schwerin und gehört zu den Hauptwerken der Backsteingotik. Mit der Marienkirche in Lübeck und der St.-Nikolai-Kirche in Stralsund gehört er zu den frühesten Bauten dieser Architektur. Von den vergleichbaren Bauten seiner Zeit unterscheidet er sich besonders durch sein Querschiff. Den Bau anderer Kirchen beeinflusste er durch die originelle Gestaltung des Umgangschores. Er ist die einzige echte Kathedrale in Mecklenburg-Vorpommern und das einzig verbliebene mittelalterliche Gebäude Schwerins.

## Geschichte

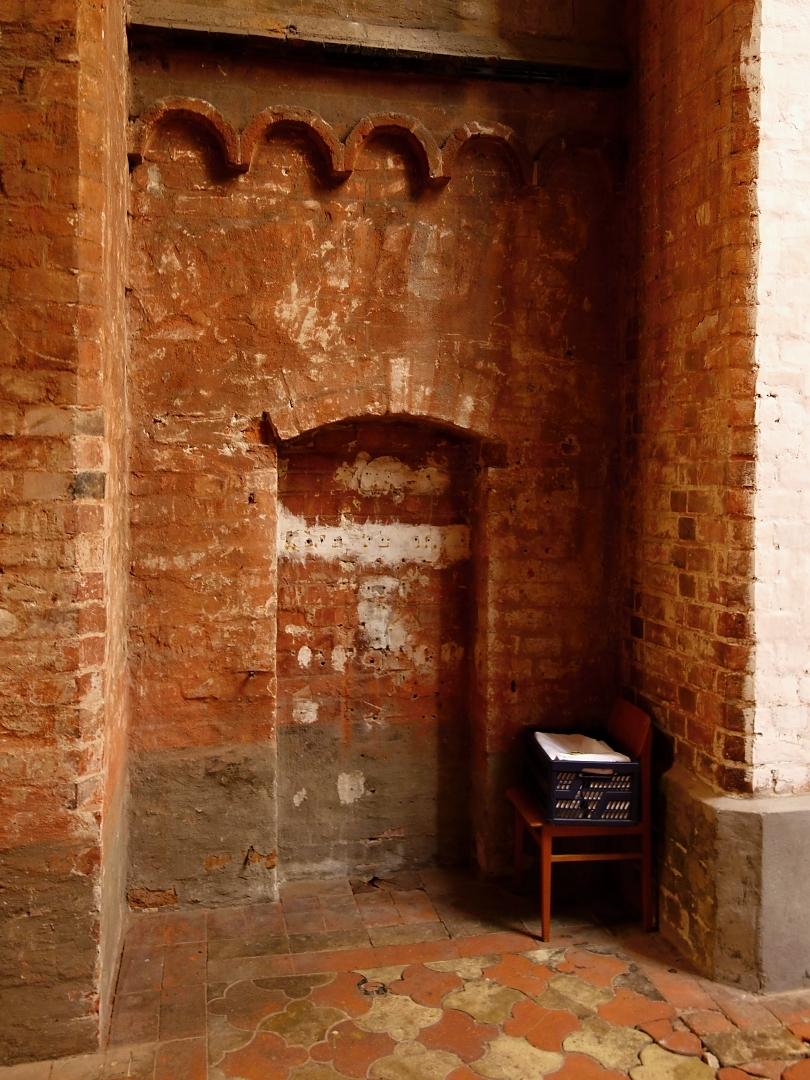
Romanische Mauerreste im Inneren des Doms

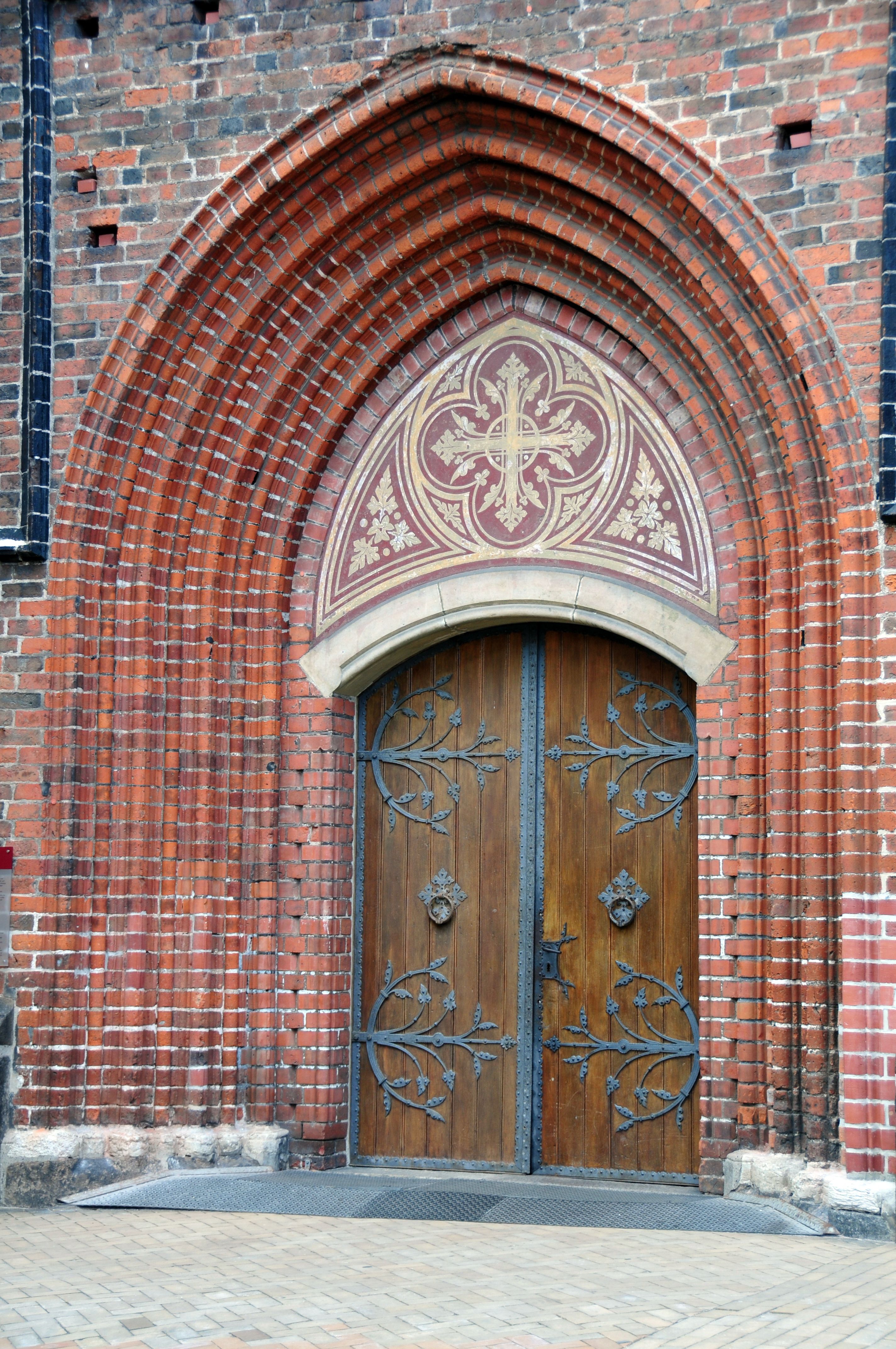
Gotisches Stufenportal (Seiteneingang)

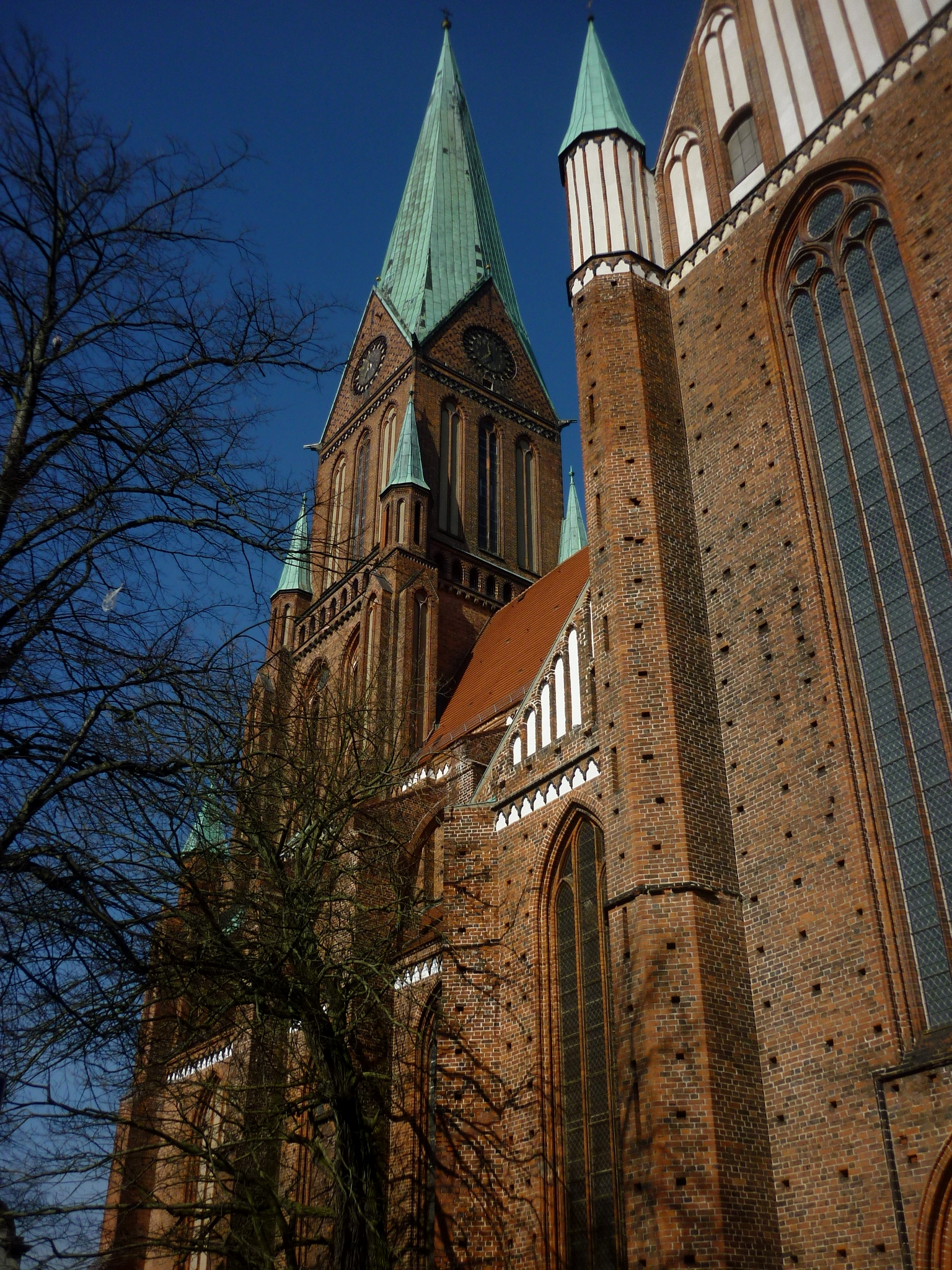
Neugotischer Turm

Der Dom hat eine lange Baugeschichte. Nachdem Heinrich der Löwe im Wendenkreuzzug die Lande der Obotriten unterworfen und ihren Herrscher Niklot besiegt hatte, stellte er das Bistum auf der Mecklenburg wieder her, das seit dem großen Wendenaufstand hundert Jahre lang verwaist war. Zum ersten Bischof bestellte er Berno, der das Bistum 1167 aus der abgelegenen Mecklenburg in das als deutsche Stadt 1160 neu begründete Schwerin verlegte. Dort erfolgte am 9. September 1171 in Gegenwart des Grafen von Schwerin Gunzelin I., des Herzogs von Mecklenburg Pribislaw, der Bischöfe Evermod von Ratzeburg und Berno sowie Heinrichs des Löwen selbst ein Weiheakt am romanischen Vorgängerbau der heutigen Kathedrale. Möglicherweise ist 1171 die Apsis des romanischen Domes fertig gewesen und in Gebrauch genommen worden. Der fertige romanische Dom konnte nach mindestens 77 Jahren Bauzeit am 15. Juni 1248 eingeweiht werden. Dieser alte Dom gehörte mit dem Lübecker Dom und dem Ratzeburger Dom, die auch beide von Heinrich dem Löwen gestiftet wurden, zu den bedeutenden Werken der Backsteinromanik und diese drei zählen mit dem Braunschweiger Dom zusammen zu den Löwendomen. Vom Vorgängerbau ist nach Abriss des alten Turmes nichts außer dem Turmsüdportal an der südwestlichen Seite der heutigen Kirche übrig geblieben. Die Ausmaße der romanischen Kathedrale waren bedeutend kleiner als die des gotischen Neubaus. Mit ungefähr sechzig Metern war sie um 40 Meter kürzer. Ihr Turm, der die alte Kirche überragte, reichte kaum bis an die Höhe des Mittelschiffs des Neubaus heran.
Den Impuls zum Neubau gab die Schenkung einer kostbaren Reliquie. 1222 kam Graf Heinrich von Schwerin von einem Kreuzzug mit der Reliquie des Heiligen Blutes, einem in einen Jaspis eingeschlossenen angeblichen Blutstropfen Christi, zurück. Wegen dieser Reliquie wurde das Gotteshaus zur bedeutendsten Wallfahrtskirche Nordostdeutschlands. Dem Pilgerstrom zeigte sich die romanische Basilika bald nicht mehr gewachsen. Zudem stand der Bischof in Konkurrenz zu den Bauvorhaben der aufblühenden und wohlhabenden Hansestädte der Umgebung wie Wismar, Rostock, Stralsund und Greifswald. Die Faktoren Wallfahrt, Pilgerspenden und Wetteifer mit den Hansestädten führten um 1270 zu einem vollkommenen Neubau der Schweriner Kathedrale.
Der Domberg ist der höchste Punkt der Altstadt. Da auf ihm vorher eine Pfarrkirche stand, musste der romanische Dom etwas hangabwärts gebaut werden. Der Bau des neuen Doms hingegen konnte an der höchsten Stelle beginnen. Gegen 1270 war Baubeginn, um 1272 berichten die Quellen von Bauarbeiten am „neuen Chor“, d. h. an Chor und Kapellenkranz. 1327 ist der neue Chor abgeschlossen, ebenso die östlichen Seitenschiffe des Querhauses sowie das zwischen südlichem Querhaus und Chorkapellen angebaute sogenannte Kapitelhaus mit Sakristei und Bibliothek. Da nun ein neuer Chor zum Gottesdienst bereitstand, wurde mit dem kompletten Abbruch der Vorgängerkirche begonnen. Die genaue Baugeschichte von Querhaus und Langhaus ist unbekannt. Bis Ende des 14. Jahrhunderts wurden Querhaus sowie das Langhaus bis auf die Gewölbe fertig gebaut. Stralsunder Bauleute vollendeten die Fenster des Langhauses und dessen Einwölbung 1416. Damit endet die 146-jährige mittelalterliche Baugeschichte der hochgotischen Basilika des Domes zu Schwerin. Der heutige Turm ist ein neugotischer Anbau von 1889 bis 1893. Er wurde 1888 von Arthur von Bernstorff gestiftet, die Bauausführung lag bei Baurat Georg Daniel.
Das Bauwerk ist seit 2024 als Teil des Residenzensembles Schwerin UNESCO-Welterbe.

## Architektur und Ausgestaltung

### Überblick

Grundriss

Der heutige Bau des Schweriner Doms ist eine dreischiffige gotische Basilika in Backsteinbauweise mit großem dreischiffigem Querhaus, Chorumgang und Kapellenkranz. Das mächtige Bauwerk ist 105 m lang, die Gewölbehöhe beträgt 26,5 m. Damit gehört es zu den größten Kirchengebäuden der Backsteingotik in Norddeutschland. Der neugotische Westturm ist mit 117,5 m der höchste Kirchturm Ostdeutschlands.

### Außenbau

#### Chor

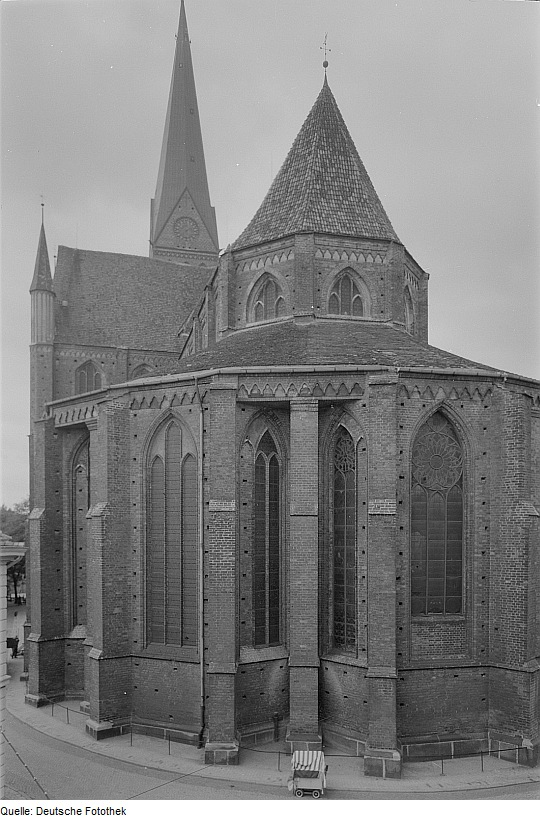
Chorapsis

Ein unter den Giebelzonen und Dachtraufen umlaufender weißer Kleeblattfries bindet die verschiedenen Gebäudeteile optisch aneinander. Der Chor im Osten mit seinem Kapellenkranz ist nach dem Vorbild des Lübecker Domchores mit der Marienkirche zu Lübeck und der Nikolaikirche in Stralsund einer der ersten Umgangschöre der Backsteingotik. Er hat einen Fünfachtelschluss, das heißt, fünf Seiten eines Achtecks bilden das Chorpolygon. Dementsprechend schließen sich fünf Chorkapellen an. Der Umgangschor leitete die Pilgerscharen, die durch das Seitenschiffportal eintraten, an den in den Chorumgangskapellen ausgestellten Reliquien vorbei. Die Prozession zur Reliquie begann außerhalb der Kirche am sogenannten Jerusalemsberg, der wahrscheinlich am Ostorfer See lag. Damit sollte der Weg Christi von Jerusalem nach Golgotha nachempfunden werden. Das Dach der Chorkapellen war eine Neuerung des Schweriner Doms. Während die normale Gestaltung gewesen wäre, jeder Kapelle ihr eigenes Dach zu geben, entschied sich der Baumeister hier anders. Er zog in die Winkel zwischen den Kapellen Pfeiler ein, auf denen umlaufende Dachbalken ein durchgehendes Pultdach für alle Kapellen tragen. Damit wurde der Schweriner Dom beispielgebend für spätere Bauten in Doberan oder Rostock. Ein Makel dieser Gestaltung ist, dass durch die eingezogenen Pfeiler die seitlichen Fenster der Kapellen eingezwängt und gequetscht werden.

#### Querhaus
Anders als die Marienkirche Lübeck, die Mutterkirche der Backsteingotik, und die wahrscheinlich gleichzeitig errichtete Nikolaikirche in Stralsund hat der Schweriner Dom ein Querhaus. Damit orientierte sich der Baukörper am traditionellen Typ der hochgotischen Kathedrale und stellt in der frühen Backsteingotik eine Besonderheit dar. Das Querhaus mit seinem Portal ist insbesondere der Eingang für die Laien, die so in Langhaus und Chorumgang eintreten konnten. Der Hochchor, der über den Kreuzgang betreten wurde, war nur dem Bischof und den Klerikern vorbehalten.
Das Querhaus ist um etwa anderthalb Meter höher als der Chor. Die südliche Querhausseite ist zum Haupteingang des Domes geworden. Die Fassade dominiert auf beiden Seiten ein fast bis an das Portal reichendes, vierteiliges Spitzbogenfenster. Das Kaffgesims läuft um das Portal herum. An beiden Ecken der Fassade sind Treppentürmchen angebracht, die von schlanken Turmhelmen abgeschlossen werden. Die Treppentürmchen werden ab Höhe des Giebels von Spitzbogenblenden umlaufen, die in der Giebelzone des Querhauses wieder aufgenommen werden. Unter dem Fenster liegt das Hauptportal des Doms. Tür und Tympanon sind neueren Datums. Links und rechts des Querhauses befinden sich an der südlichen Seite von Langhaus und Chor (rechts neben der Sakristei) zwei Portale, über denen Wappen der Bischöfe aus der Familie von Bülow zu sehen sind. Diese Wappen waren ursprünglich Messingschilder, die heute aus konservatorischen Gründen durch Kopien ersetzt sind. Beachtenswert ist das östliche Portal, die sogenannte Priesterpforte, die aus den anderen Portalen durch ihre Rundstabgewände und Kalkstuckkapitelle hervorsticht.
Durch ehrenamtliche Bauforschung wurde nachgewiesen, dass bis ins Jahr 1703 auf der Vierung ein auch auf alten Stichen zu erkennender, kleiner Dachreiter existierte, der wegen Baufälligkeit abgetragen wurde.

#### Langhaus
Das Langhaus, als jüngster Teil des mittelalterlichen Domes, fällt in einigen Teilen von der einheitlichen Gestaltung von Chor und Querhaus ab. Im Außenbau fallen hier besonders die Strebepfeiler auf. Sie wurden zur Sicherung des höheren Gewölbes eingezogen. Ein weiterer Unterschied des Langhauses sind die Fenster. Während die übrigen Teile des Domes über klassische Spitzbogenfenster verfügen, fallen am Langhaus die sogenannten Stralsunder Fenster auf. Anstelle eines Spitzbogens haben sie ein stumpfes Dreieck als Abschluss. Der Ausbau des Langhauses wurde den Stralsundern vom Bischof zur Buße auferlegt, weil sie drei Priester verbrannt hatten. Eine Chronik berichtet: „Dith hebben de Sundeschen mothen buwen, datt se de papenn vorbrantt haddenn“.
Die Paradiespforte
Die Paradiespforte ist der älteste Teil des Domes und damit die älteste Bausubstanz in Schwerin. Sie befindet sich am westlichsten Joch des Langhauses bzw. am südlichen Turmseitenschiff. Diese Pforte gehört der letzten Bauperiode des romanischen Vorgängerbaus an (vor 1249) und zeigt noch deutlich den Übergangsstil von der Romanik zur Gotik. Sie diente wahrscheinlich, ähnlich wie am Dom zu Ratzeburg, als Eingang für die Gemeinde. Der Name ist allerdings irreführend: Denn unter einem „Paradies“ versteht man im Kirchenbau eine angesetzte Vorhalle, durch die die Kirche betreten wird. Ob ein solches Paradies am romanischen Dom vorhanden war, ist nicht bekannt.

#### Kreuzgang

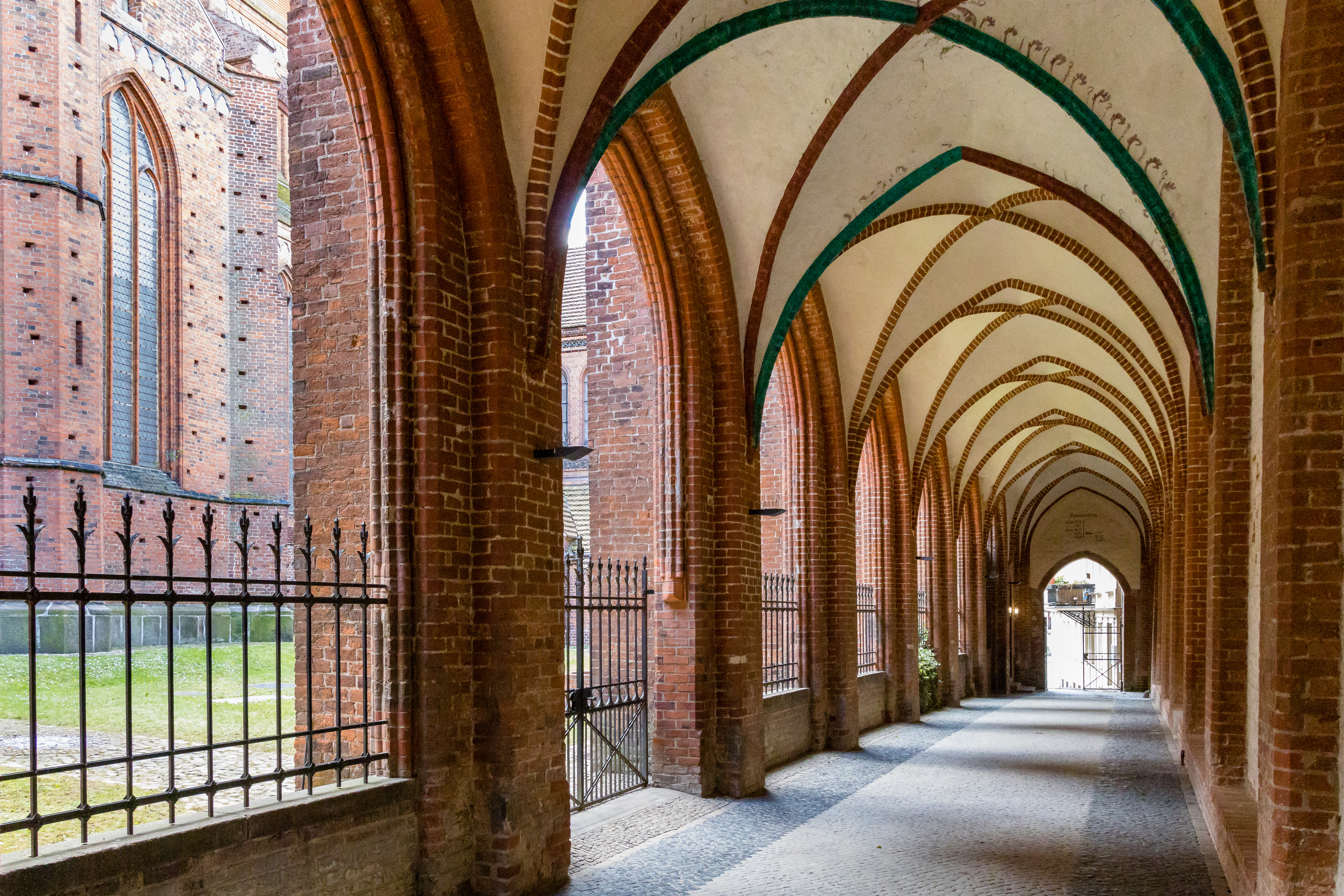
Kreuzgang im Jahr 2019

Der Kreuzgang im Norden, obwohl mittelalterlich, ist im Wesentlichen jüngeren Datums als der Dom selbst. Er diente nicht Mönchen, sondern den Domherren, die für den Gottesdienst an den vielen Altären und weitere liturgische Pflichten zuständig waren, als Wohn- und Verwaltungsgebäude. Er ist über zwei Portale im Chor mit dem Dom verbunden und durch vielfache neugotische Umbauten nicht mehr im originalen Zustand erhalten. Der Ostflügel mit dem Kapitelsaal für Versammlungen und dem Dormitorium, dem Schlafsaal, wurde ab 1392 gebaut, um 1463 wurden die Nord- und Westflügel vollendet und 1484 erhielten alle Teile ein Obergeschoss. Nach einem Brand 1886 wurden insbesondere die Obergeschosse und die Dachgestaltung eingreifend geändert. Der Trauffries und der zwischen den Stockwerken umlaufende Weinlaubfries sind neugotische Zusätze, ebenso die Gauben im Dach und das Treppentürmchen an der Hofseite des Ostflügels. Den echt mittelalterlichen Bau betrachtet man am besten in den Untergeschossen und in dem kreuzrippengewölbten Durchgang durch den Nordflügel. Im Hof zwischen den Teilen des Kreuzgangs liegt ein Friedhof, wie an einigen Grabplatten zu erkennen ist.

### Das Innere

#### Kirchensaal

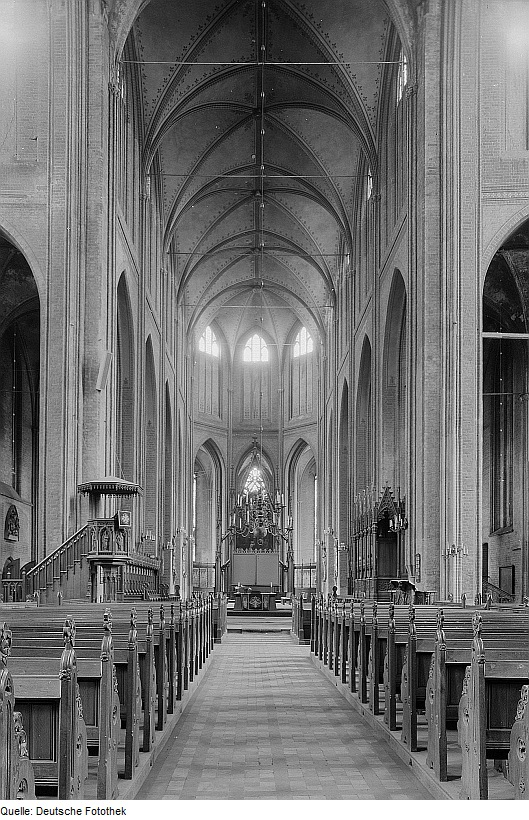
Innenansicht mit Blick auf den Altar

Chor und Langhaus haben jeweils vier Joche. Beide sind mit ihren Seitenschiffen kreuzrippengewölbt, das Langhaus ziert zudem eine Scheitelrippe. Das Querhaus hat in der Vierung ein Sterngewölbe, sonst Netzgewölbe. In die östlichen Seitenschiffe des Querhauses sind Kapellen eingezogen, die noch aus der ersten Bauphase des Domes stammen, also bevor das eigentliche Querschiff gebaut wurde. Im Norden ist es die Mariä-Himmelfahrt-Kapelle. Der Name der im Süden liegenden Kapelle ist unbekannt, vermutet wird eine einfache Marienkapelle. Sie sind die einzigen Einbauten des Domes – ungewöhnlich für eine Kirche des Mittelalters, denn allgemein wurden sogar die Seitenwände der Querschiffe durchbrochen, um Raum für Einsatzkapellen zu schaffen. Diese Ursprünglichkeit hebt den Dom von den vergleichbaren Bauten ab.
Die Kapitelle aller Dienste sind aus Naturstein gearbeitet, in der Form verschlungener Weinranken. An einigen Stellen sind die Kapitelle der Dienste variiert: An den östlichen Pfeilern der Vierung finden sich Trägerfiguren in den Kapitellen. Auch in den beiden Kapellen des Querschiffes sind die Kapitelle durch Trägerfiguren in Weinrankenornament bereichert. Die Chorumgangsgewölbe folgen den Vorbildern der Kathedralen in Soissons und Quimper, das heißt, die Kapellen haben nicht je für sich ein Gewölbe, sondern sind gemeinsam mit dem Umgang überwölbt.
Der zweizonige Wandaufriss verzichtet, typisch für die Backsteingotik, auf ein Triforium, auf die Arkaden folgt also direkt der Obergaden. Die Obergadenfenster sind überall durch die hohen Dächer der Seitenschiffe eher kurz, ihre Gewandung reicht aber bis auf den über den Arkaden gelegenen Fries hinab, ist bis dort aber verblendet. Dies tut der Durchleuchtung des Domes jedoch keinen Abbruch.

#### Ausmalung

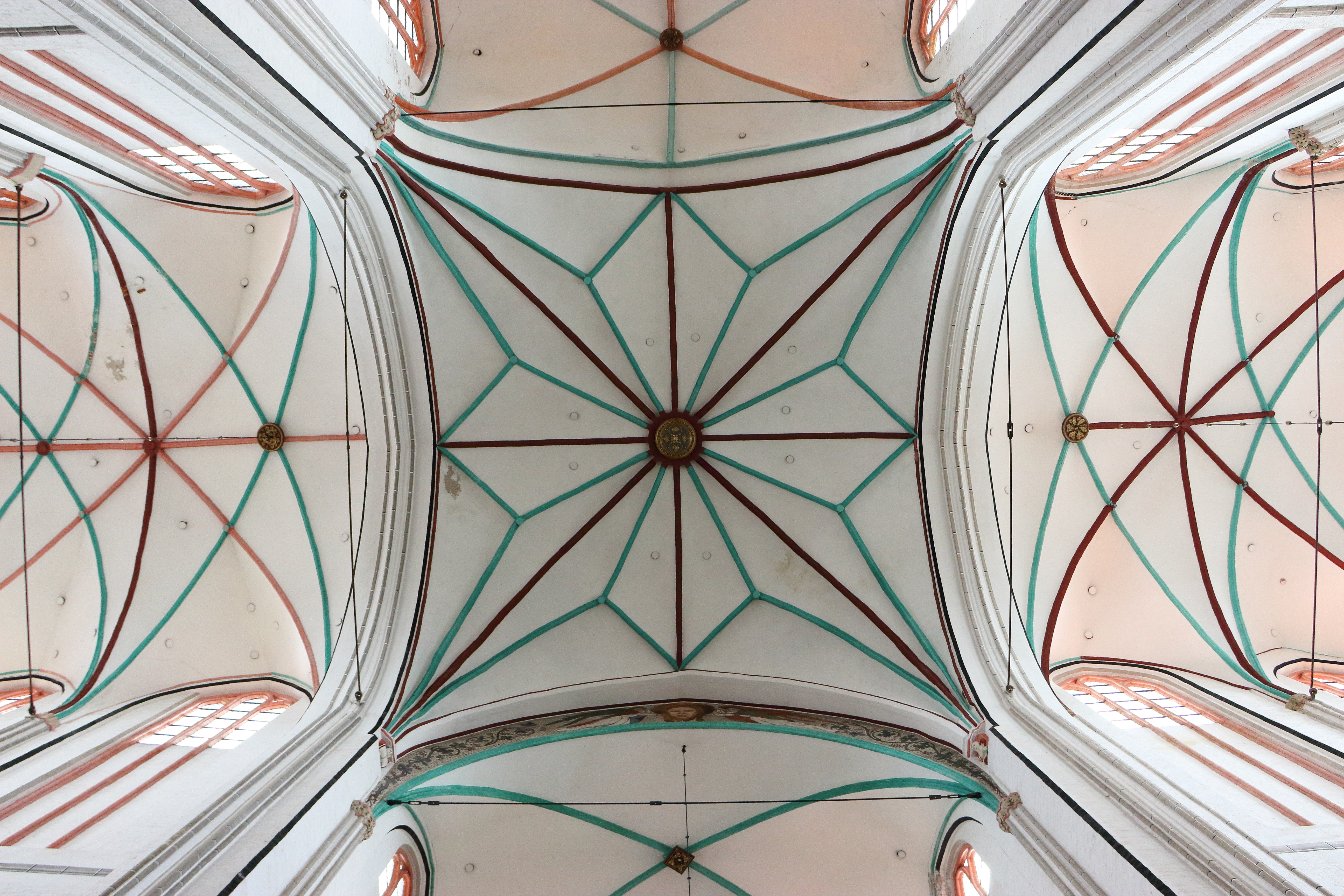
Untersicht des Deckengewölbes mit dem Gewölbeschlussstein in der Mitte

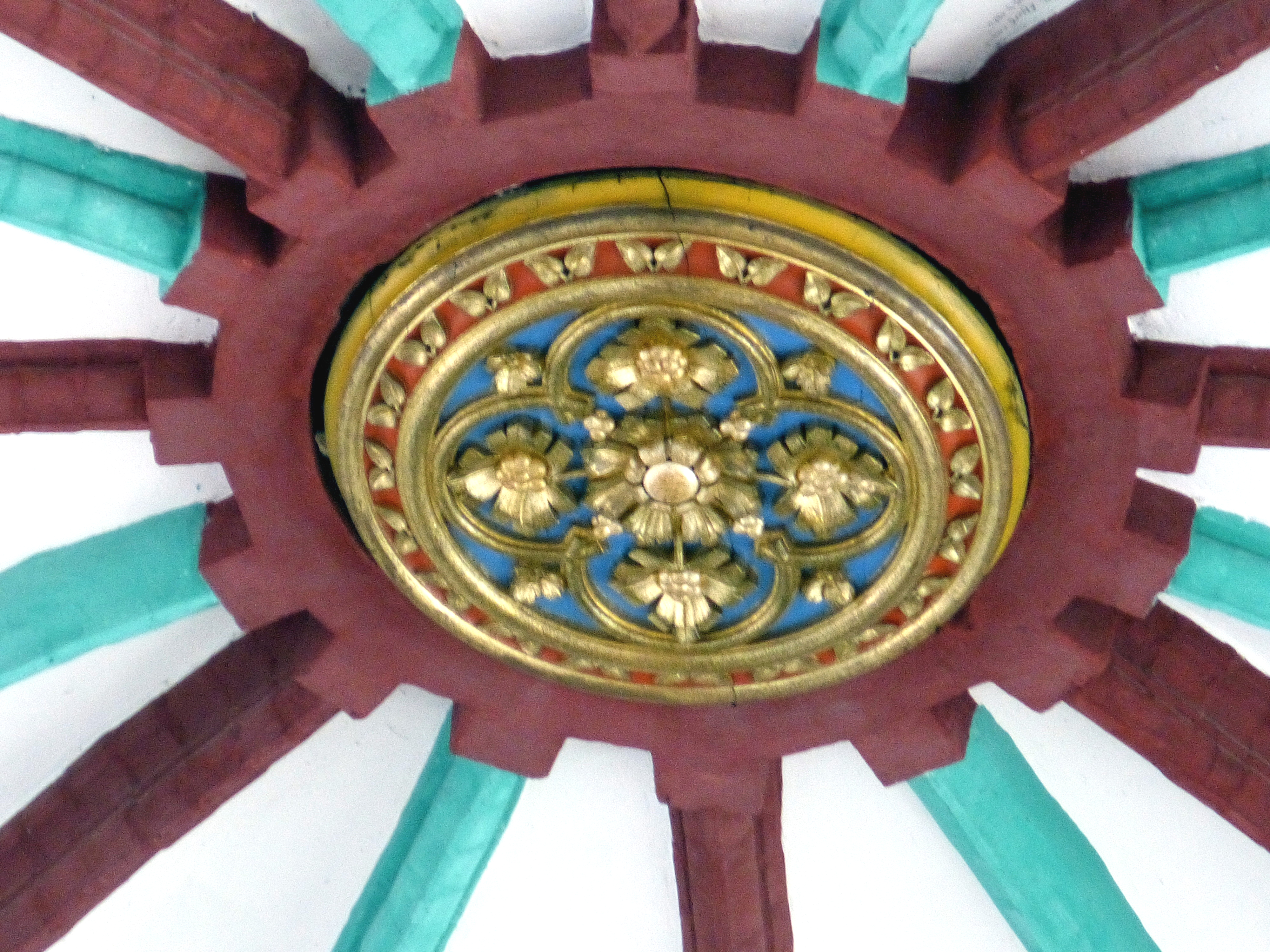
Schlussstein des Deckengewölbes

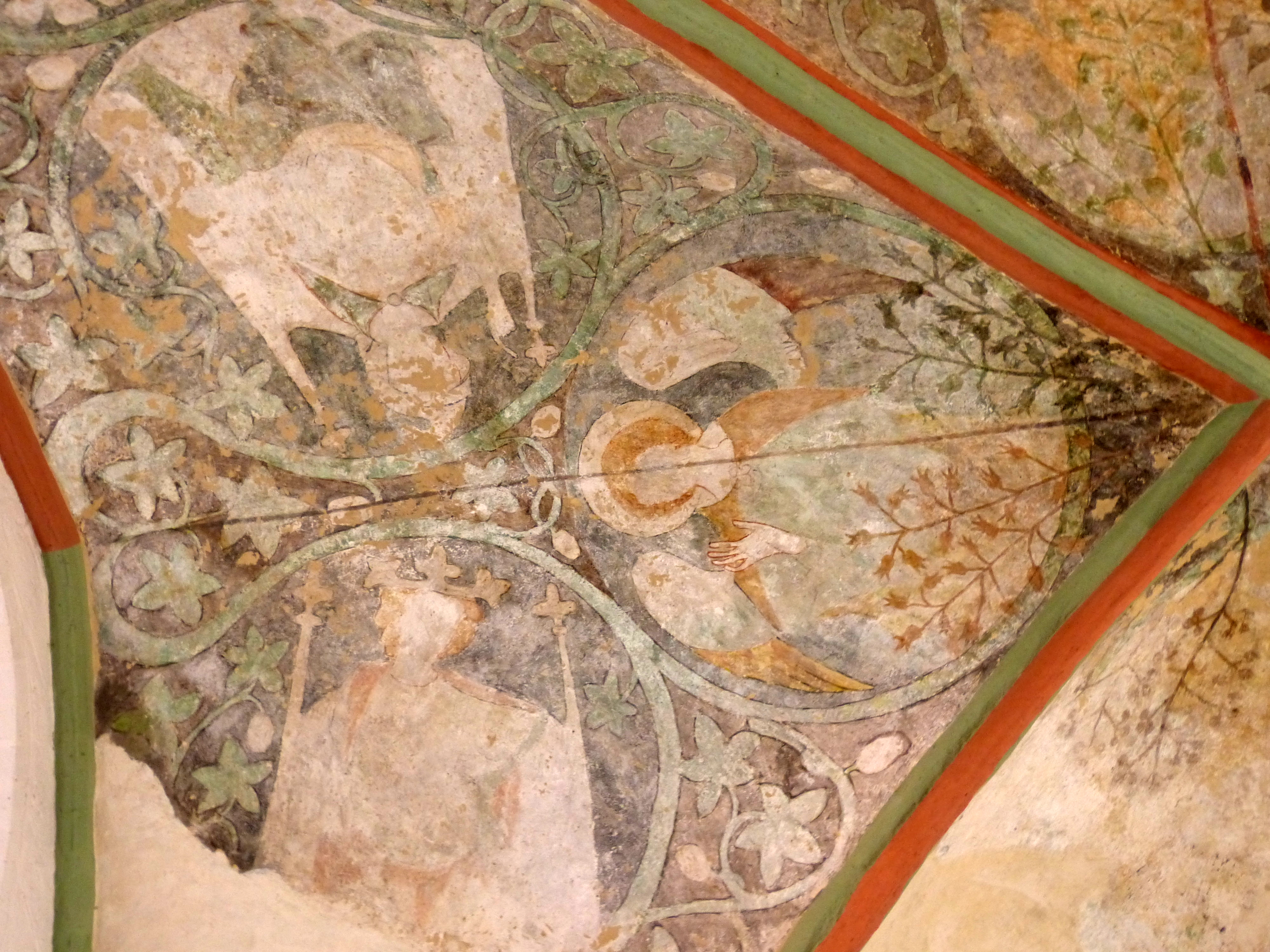
Fresko in der Mariä-Himmelfahrt-Kapelle

Die heutige Ausmalung des Domes entspricht der spätmittelalterlichen Farbigkeit der Kirche, die aus vielfältigen Übermalungen 1988 wiederhergestellt wurde. Von den ohnehin nur spärlichen Wandgemälden ist nur noch wenig erhalten. Am bedeutendsten ist die Ausmalung der Mariä-Himmelfahrt-Kapelle im nördlichen Querhausarm. Hier sind Reste der Wandbemalung und bedeutender Stücke der Deckenbemalung in den Gewölbekappen erhalten. An der Decke sind in ein älteres Weinrankenornament Medaillons mit alttestamentlichen Szenen gemalt. An der Nordwand der Kapelle sind nur noch die Rötelskizzen der Malerei zu erkennen. Es sind Medaillons mit biblischen Szenen.
An der südlichen Querhauswand, links des Fensters, befindet sich eine monumentale Darstellung des Christophorus, zu dessen Füßen noch Reste von Fluss- und Wasserpflanzen zu erahnen sind. Zu den Verlusten durch wiederholte Übermalungen und Neuverputz gehört auch ein ehemals an der Westwand angebrachtes monumentales Marienbild.
In der Heiligblutkapelle, der Chorscheitelkapelle, fand sich einst eine reiche Bemalung. Beide Seitenwände zeigten Bildnisse der Wohltäter der Kapelle, die heute verloren sind. An den Außenseiten der östlichen Chorpfeiler befinden sich gut erhaltene Reste von Heiligenfiguren. Im Kapellenkranz ist aus denkmalpflegerischen Erwägungen die neugotische Bemalung von 1867 belassen worden.
Das am besten erhaltene Wandgemälde befindet sich auf dem Triumphbogen, das heißt auf der dem Langhaus zugewandten Seite des Gurtbogens, der die Vierung vom Chor trennt. Hier wurde durch den Höhenunterschied von Chor und Querschiff eine Fläche zur Bemalung geschaffen, wie sie sonst eher in romanischen Kirchenbauten, nicht aber in gotischen Basiliken zu finden ist, deren Chor meist ebenso hoch wie das Langhaus ist. Hier ist in der Spitze des Bogens ein Kopf in einer Scheibe zu sehen, die von links und rechts von Engeln getragen wird. Wer dargestellt ist, darüber gehen die Meinungen auseinander. Einige deuten ihn als den abgeschlagenen Kopf Johannes’ des Täufers. Die Scheibe wird dann als der Teller verstanden, auf dem Salome der Kopf präsentiert wurde. Andere weisen diese Interpretation zurück und meinen eher Christus mit Heiligenschein zu erkennen.

### Ausstattung

#### Verluste

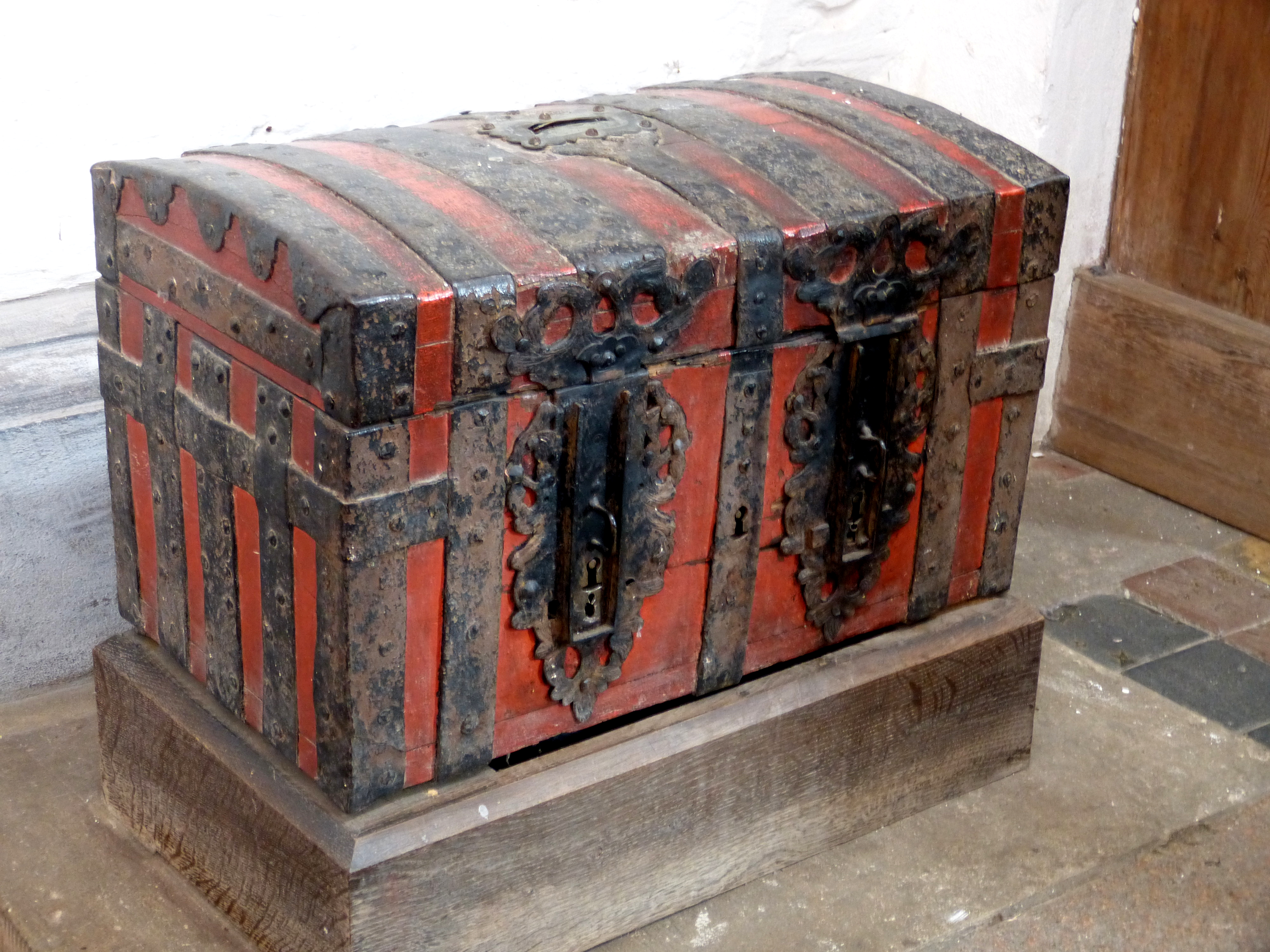
Almosenkasten im Schweriner Dom

Von der mittelalterlichen liturgischen Ausstattung ist bis auf den Altar und das Taufbecken alles verloren gegangen. Zu den Verlusten gehören eine gemauerte Chorschranke und ein Lettner, 1585 abgebrochen, nebst einer dazugehörigen Uhr sowie das Triumphkreuz, das dem heutigen ähnlich war: „Vber dieser Bekleidunge (dem Lettner) hängt ein großes Crucefix an einer eisernen Ketten hangende, so durchs gewölbe gehet, vnd an beeden Seiten deßelben 2 große Bilder, alß die Mutter Gottes zur rechten vnd St. Johannes zur lincken“, wie ein Inventar aus dem 17. Jh. berichtet. Ebenso hatte der Dom im Spätmittelalter unzählige Altäre. Ein Inventar von 1553 zählt 42 Nebenaltäre auf. Von ihnen ist kein einziger erhalten geblieben. Ebenso ist das mittelalterliche Chorgestühl verloren gegangen. Schon zur Zeit der Reformation wurde die reiche Ausstattung der Heilig-Blut-Kapelle zerstört. Darunter befanden sich der kostbare Altar mit einem goldenen Christusbild und einem Marienbild sowie die Weihgeschenke aus edlen Materialien. Um 1550 verbrannte Herzog Johann Albrecht auch das Blut Jesu. Verheerend war neben Reformation und dem Verfall der Liturgie die Renovierung unter Barca 1815. Während die Domausstattung vorher nur langsam verfiel, wurde sie hier gründlich entfernt. Für die „Kleinigkeiten, störende Zierrathen aus der papistischen Zeit“ war kein Platz mehr.

#### Altäre

##### Das Loste-Retabel

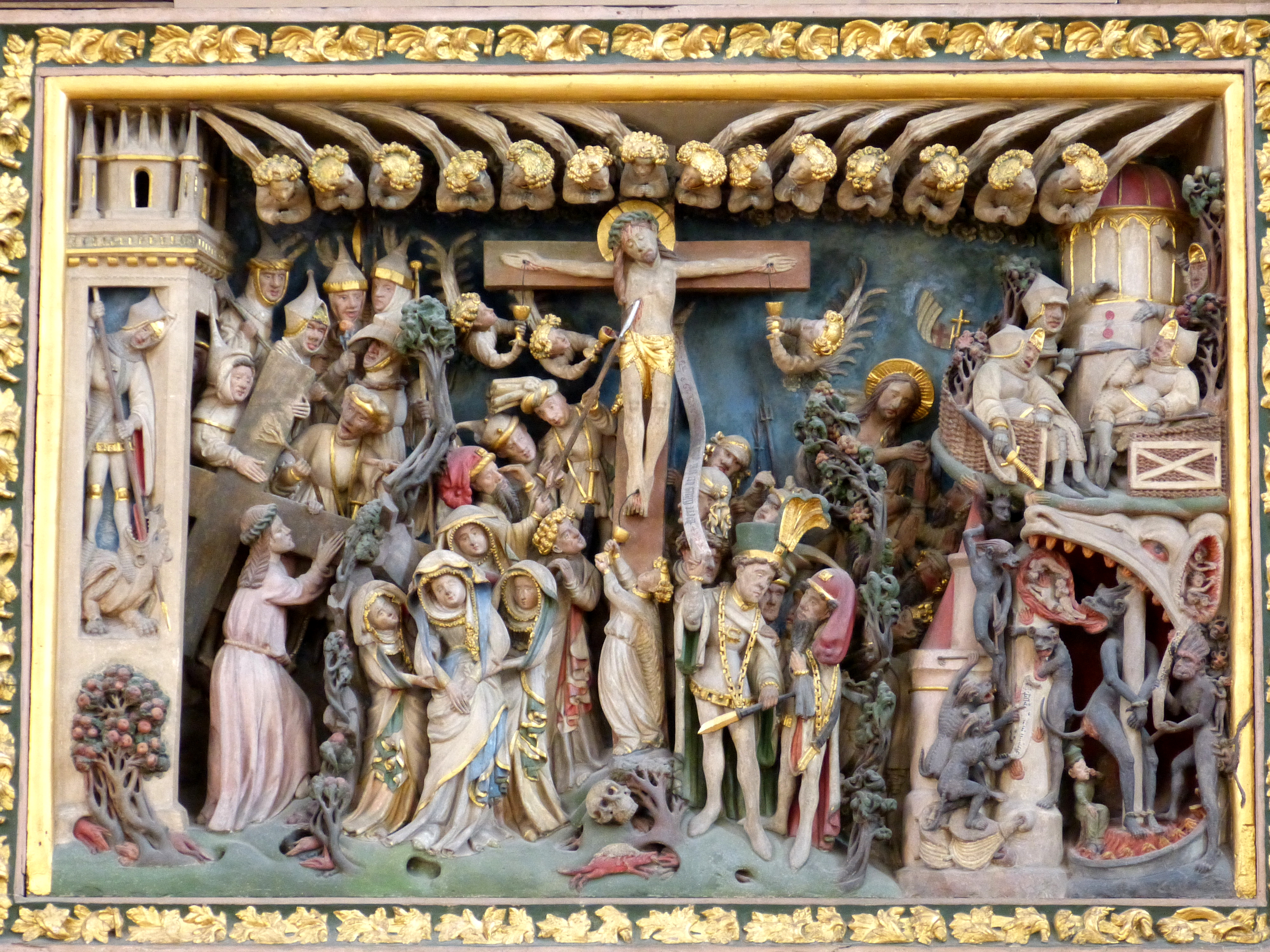
Loste-Retabel: Zentrales Sandsteinrelief mit Kreuzigung

Der gotische Flügelaltar im ersten Chorjoch ist der ehemalige Hauptaltar aus dem Hochchor, wo er an der Stelle des heutigen neugotischen Altars stand. Das Inventar von 1553 berichtet von ihm im hohen Chor: „Des Altarß Tisch ist gemauert vnd oben auff ein breiter Stein geleget, darüber die Paßion Christi, nebenst begrebnuß vnd hellenfarth, aus Stein sehr wol gehawen. Daran zwene Flügel (...), worauf die Apostel gehawen, auch vnter dem Schnitzwerck vnd Flügeln, nebenst noch 2 andern Figuren gemahlet vnd zimblich vergüldet“. Er ist eine Stiftung des Schweriner Bischofs Konrad Loste, wie an der rekonstruierten Inschrift unter der Tafel zu lesen ist: „Anno domini mccccxcv reverendus in Christo pater et Dominus D. Conradus Loste episcopus Sverinensis hanc tabulam de propriis suis donavit“. Das heißt: „Im Jahre des Herrn 1495 hat der ehrwürdige Vater und Herr Doktor Conrad Loste, Bischof zu Schwerin Christus dienend diese Tafel aus eigenem Vermögen gespendet“. Bischof Loste bestimmte in seinem Testament 1000 lübische Mark, für die Seelenmessen an diesem Altar zu halten waren, in dessen Nähe sich im Hochchor sein Grab befand. Vom gesamten Altar ist nur das Retabel mit Flügeln erhalten, neben den anderen Teilen ist insbesondere die Predella verloren gegangen. Die Zusammensetzung aus verschiedenen Materialien, hier Stein und Holz, ist eine Besonderheit.
Das Mittelbild wurde etwa 1420/30 aus Sandstein gearbeitet und zeigt die Kreuztragung, Kreuzigung, Höllenfahrt Christi und unter den Grabeswächtern die überwältigte Hölle. Die Darstellung beginnt links mit dem heiligen Georg, dem Drachentöter, der den baldigen Sieg Christi bedeutet. Er ist im Stadttor Jerusalems abgebildet, aus dem nach rechts die Kreuztragung stattfindet. Am Sockel des Stadttors steht ein Apfelbäumchen, das auf den Sündenfall hinweist. Unter ihm tummeln sich, in rührender Darstellung, kleine Füchse, die wahrscheinlich Ketzer symbolisieren. Die nächste Szene des Bildes, abgetrennt durch eine Hecke, ist die Kreuzigung. Zur Linken sieht man die Frauengruppe mit Maria, dahinter Longinus mit der Lanze. Bemerkenswert sind die Englein, die das Blut Christi in Kelchen auffangen und damit auf die Eucharistie verweisen. Zu Füßen des Kreuzes schleppt ein Fuchs eine Gans in seinen Bau. Dann, wieder abgetrennt durch eine Hecke, die jetzt, als Zeichen des Heilsereignisses Reben trägt, folgen drei verschlungene Darstellungen: Oben rechts die Wächter am Sarkophag, deren Darstellung als Grabrotunde höchst ungewöhnlich ist und zeitgenössische Auffassungen der Grabeskirche widerspiegelt; darunter ist die Hölle zu sehen. Der Sieg Christi ist nur indirekt im gefesselten Satan dargestellt. Im Hintergrund sieht man Christus, der die Gerechten des Alten Bundes aus der Hölle befreit.
Links und rechts der Tafel sind die Patrone des Domes zu sehen, Maria und Johannes. Die Flügel des Altars zeigen Apostel und Heilige. Interessant ist im linken Flügel die Figur unten ganz links. Sie stellt den hl. Ansverus dar, der in der Frömmigkeit des Nordostens eine besondere Rolle spielte.

##### Andere Altäre

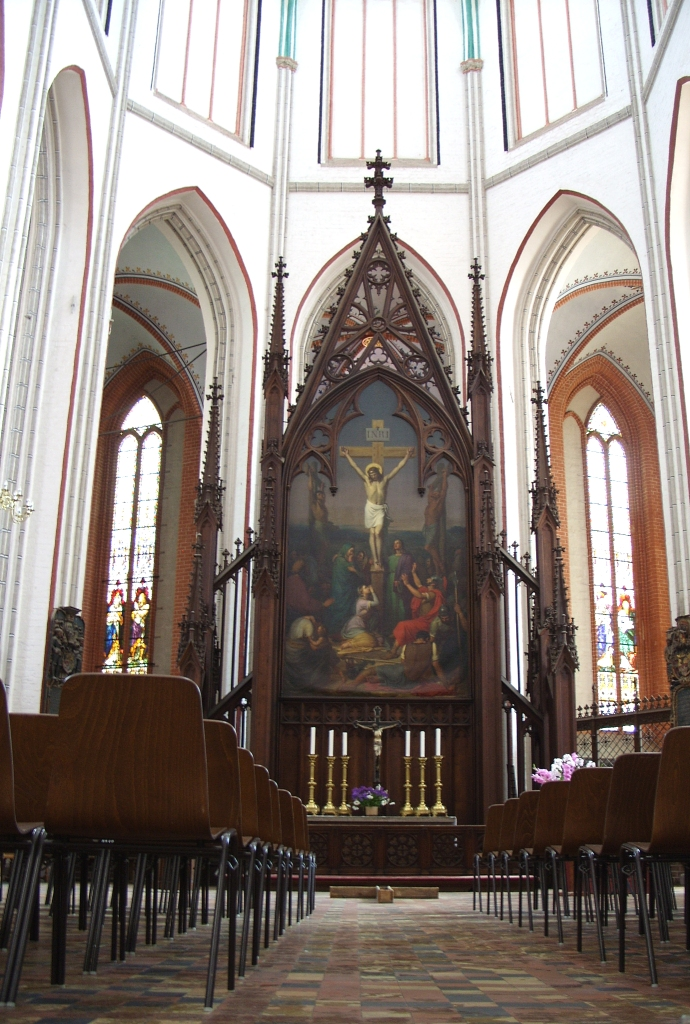
Neugotischer Kreuzigungsaltar von Gaston Lenthe

Der neugotische Kreuzigungsaltar am Abschluss des hohen Chores wurde von Hermann Willebrand entworfen und am Ersten Weihnachtstag 1845 vom Oberhofprediger Friedrich Carl Ernst Walter geweiht. Die Tafel malte Gaston Lenthe.
Als 1936 der Dom einen Zwischenaltar erhielt, malte Nils Graf Stenbock-Fermor dafür ein Altarbild. Es zeigt Christus inmitten einer historistisch gekleideten Fünfergruppe, die Priester, Ritter, Landmann, Ratsherr und König als Vertreter der Ständegesellschaft umfasst. Christus wendet sich mit ausgestreckter Hand einer außerhalb der Reihe am linken Bildrand stehenden Gestalt zu, die als junger Arbeiter bzw. Landarbeiter gedeutet werden kann. Das damals und bis heute nicht unumstrittene Bild kann als Programmbild des Religiösen Sozialismus angesehen werden. Nach der Überlieferung sind zwei der Figuren nach damals tätigen Pastoren und religiösen Sozialisten modelliert: Der Ritter zeigt die Züge des Schweriner Dompredigers Karl Kleinschmidt, der kniende König die des Pastors Aurel von Jüchen. Das Bild verlor schon 1938 seine Funktion als Altarbild, blieb aber an verschiedenen Standorten im Dom und ist heute im nördlichen Chorumgang gegenüber der Thomaskapelle aufgehängt.

#### Fenster im Altarraum
Die originalen bunten Bleiglasscheiben fielen am Ende des Zweiten Weltkriegs den Kampfhandlungen zum Opfer. Bei der Reparatur wurden einfache schmuck- und farblose Fensterscheiben eingesetzt und sind bis heute erhalten. Nun hat der Glasmaler Günther Uecker neue farbige Fenster für alle drei Seiten des Altarraumes entworfen, die er dem Dommanagemant schenkt. Es handelt sich um das Süd-, Nord- und beide Westfenster, die jeweils zehn bis zwölf Meter hoch sind. Abgestimmt mit dem Denkmalamt werden die Lichtbögen (Name vom Künstler vorgeschlagen) mit strahlend blauen Hintergründen gefertigt, die eine symbolhafte Darstellung des Marienmantels, des Himmelsblaus, der Mecklenburgischen Seenplatte und der Ostsee sind. Sie erinnern an die Architekturgeschichte des Domgebäudes. Ein Musterfenster wurde am 2. September 2022 bereits eingesetzt. Finanziert werden die neuen Fensterscheiben über den Förderverein Schweriner Dom, die Ostdeutsche Sparkassenstiftung sowie durch Spenden von Privatpersonen und Unternehmen. Die Kosten werden auf mehrere Hunderttausend Euro geschätzt.

#### Triumphkreuz

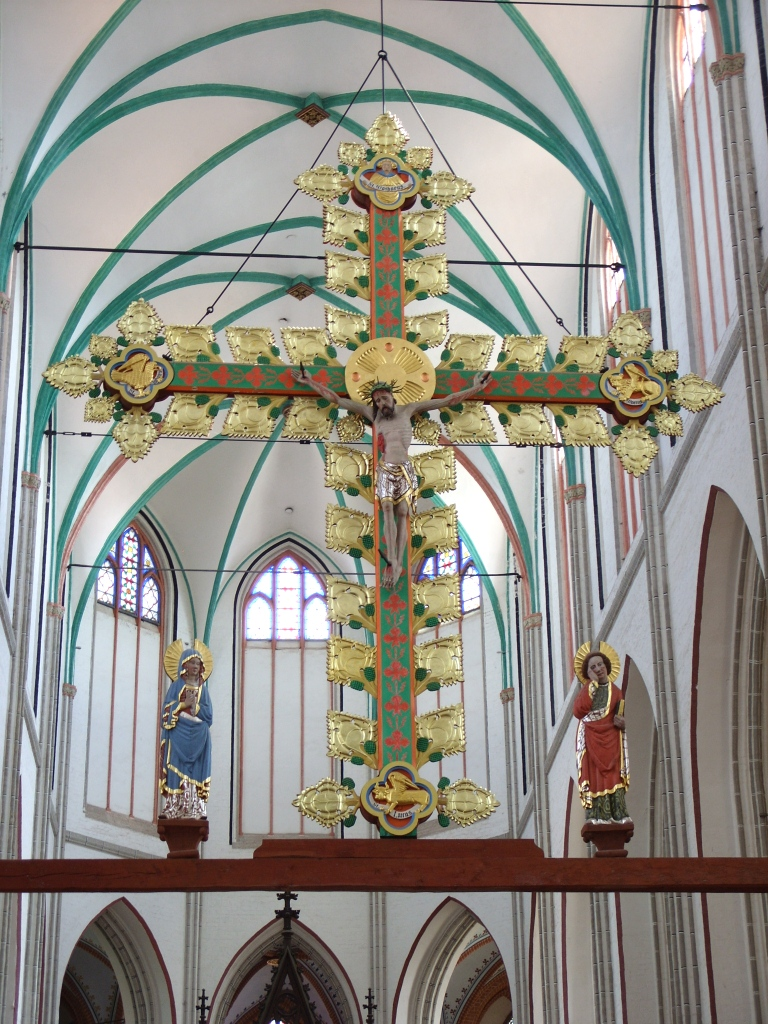
Triumphkreuz mit Maria und Johannes

Das Triumphkreuz ist von 1420. Es gehört nicht zur ursprünglichen Ausstattung des Schweriner Doms, sondern stammt aus der Wismarer Marienkirche, deren Schiff 1960 gesprengt wurde. Das Kreuz gelangte nach der Restaurierung 1990 in den Dom. Das Grün macht das Kreuz zum Baum des Lebens und zum Weinstock. Rot ist die Farbe des Sieges und der Freude. Seit 2002 sind als Assistenzfiguren die beiden Kirchenpatrone Maria und Johannes ebenfalls restauriert.

#### Grabstätten

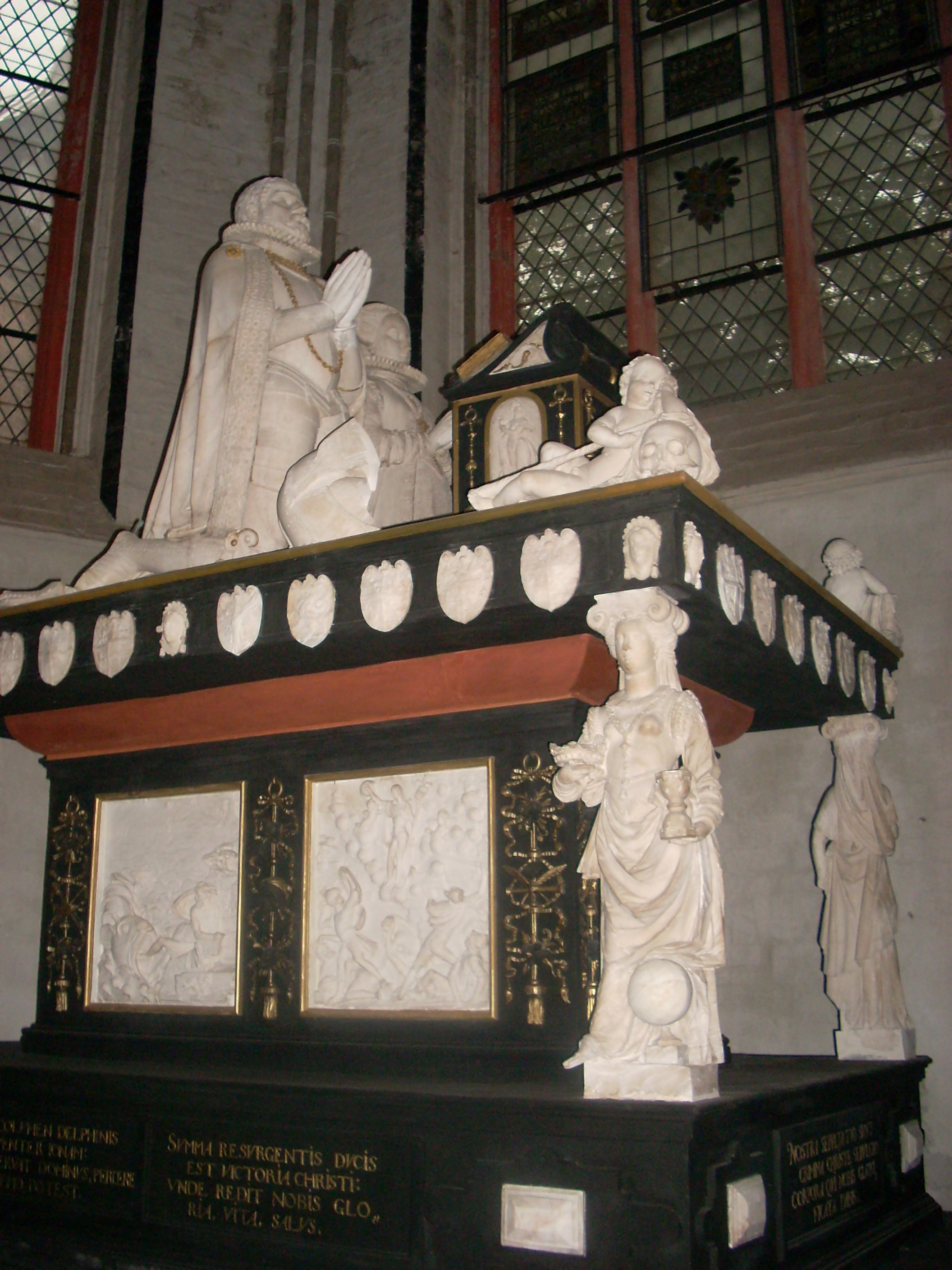
Grabmal von Christoph von Mecklenburg

Die bedeutendsten Stücke mittelalterlicher Grabplatten sind ohne Zweifel die beiden links und rechts an der nördlichen Querhauswand angebrachten Platten für je zwei Bischöfe derer von Bülow. Sie lagen bis 1846 im Hochchor, wo sich traditionell die Bischofsgräber befanden. Die erst gegossenen und dann gravierten Platten gehören dem niederrheinisch-flandrischen Kunstkreis an. Die Bischöfe sind in ihrer Amtskleidung als typische Liegefiguren abgebildet. Trotz der auf den ersten Blick großen Ähnlichkeit lassen sich interessante Unterschiede in der Behandlung der Figuren aufweisen. Es fällt auf, dass auf der rechts vom Fenster aufgehängten, älteren Platte die Bischöfe noch mit geöffneten Augen, mit Segensgeste den Betrachter anblicken, während auf der linken, jüngeren Platte die Bischöfe mit geschlossenen Augen dargestellt sind. Die beiden auf der jüngeren Platte abgebildeten Bischöfe, Gottfried und Friedrich von Bülow, sind die vermutlichen Bauherren von Chor (Gottfried) und Querhaus (Friedrich). Weiterhin zu bemerken sind auf der älteren Platte über den Köpfen der Bischöfe dieselben Wappen der Bülows, die auch über den beiden Portalen links und rechts des Südquerschiffs zu finden sind. Die jüngere Grabplatte ist, verglichen mit der anderen, reicher und fantasievoller in der Darstellung der Heiligen und allegorischen Figuren in den Maßwerkbaldachinen, welche die Bischöfe umrahmen. Zu beachten sind fernerhin auf dieser Platte die Darstellungen eines Gastmahls sowie der Entführung einer Frau durch zottige Menschengestalten (Wilde Männer) und diese verfolgende Ritter zu Füßen der Liegefigur. Die Darstellung von Figuren, die als Darstellungen des Topos Wilder Mann anzusprechen sind, könnte ein Hinweis auf noch vorhandene Reste heidnischer Strukturen im Bistum zur Zeit ihrer Herstellung sein. Der Bischof stellt seinen Fuß auf die Wilden Männer. Das kann als Hinweis darauf gelesen werden, dass er zu Lebzeiten dem Heidentum gewehrt hat.
Im Schweriner Dom befinden sich zudem einige Epitaphe und Sarkophage mecklenburgischer Herzöge und deren Angehöriger. Die sehenswertesten Grabstätten sind: Grabmal von Christoph von Mecklenburg mit seiner Ehefrau Elisabeth von Schweden, Sarkophag von Paul Friedrich von Mecklenburg und Sarkophag seiner Ehefrau Alexandrine. Das Grabmal in der nördlichen Kapelle des Umgangs um den Hochchor wurde von Christophs Ehefrau Elisabeth in Auftrag gegeben und stellt das vor einem Betpult kniende Paar dar; es wurde 1594–96 von der Werkstatt des flämischen Bildhauers Robert Coppens, unterstützt von dem pommerschen Maler Georg Strachen, gefertigt. Sieben Prachtsarkophage der großherzoglichen Familie aus dem 19. Jahrhundert in der Heilig-Blut-Kapelle, die 1975 in Grüften versenkt worden waren, wurden 2018 restauriert und wieder an ihren ursprünglichen Standorten aufgestellt.

#### Taufbecken

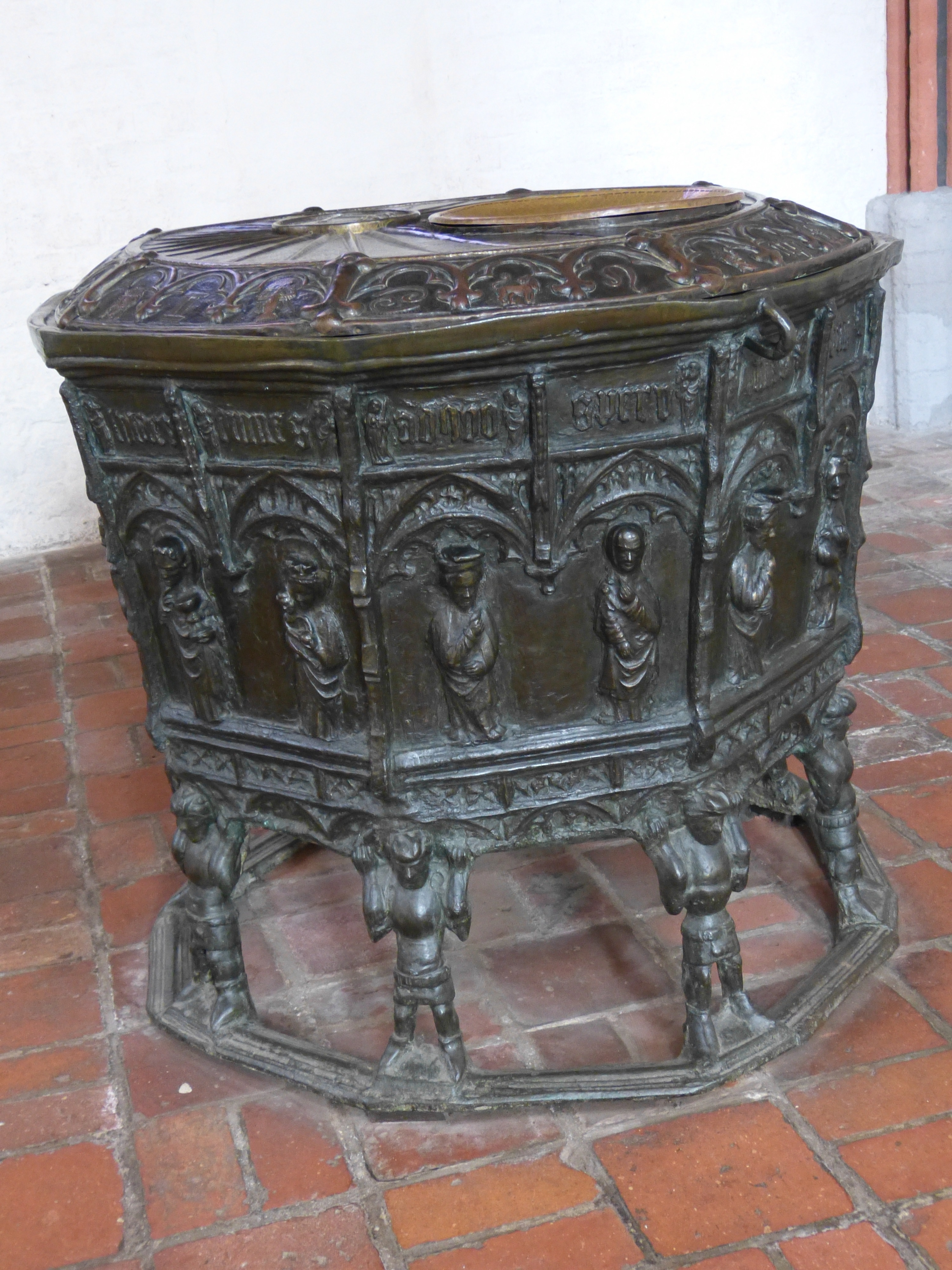
Taufbecken

Die Bronzefünte (lat. fons, fonte = Quelle) ist ein Werk des späten 14. Jahrhunderts. Acht Trägerfiguren halten einen achteckigen Kessel, dessen Seiten durch Baldachine in je zwei Felder eingeteilt sind. Die Deutung der Figuren ist unsicher. Die über den Baldachinen umlaufende Inschrift ist aus Ezechiel kompiliert und lautet: „vidi aquam egredientem de templo a latere dextro. alleluja, alleluja omnes ad quos pervenit aqua“, das heißt: „Ich sah aus der rechten Seiten des Tempels Wasser kommen. Jubelt, Jubelt, all ihr, zu denen das Wasser gelangt!“

#### Glocken
Im Turm des Schweriner Doms befinden sich fünf Glocken in der Tonfolge b°-es′-f′-g′-as′, davon sind – gestaltet von Apoldas Glockengießermeister Peter Schilling und seiner Ehefrau Margarete Schilling – die größte, 4,8 Tonnen wiegende, und zwei weitere im März und April 1991 in Karlsruhe gegossen worden. Zwei Glocken stammen aus den Jahren 1363 („Petermännchen-Glocke“) und 1470. Die Petermännchenglocke stammt aus einer Kirche außerhalb Schwerins und wurde dem Dom nach 1945 vom Hamburger Glockenfriedhof zugeteilt. Viele Vorgängerglocken sind in Kriegen oder durch Unglücke verloren gegangen, so mussten 1917/18 zwei 1811 vom Lübecker Ratsgießer Johann Georg Wilhelm Landré im Lübecker Gießhaus gegossene Glocken abgeliefert werden. Das teilweise erhaltene Geläut wurde 1936 wieder vervollständigt, aber schon im März 1944 mussten drei Glocken erneut abgeliefert werden. Nur die Glocke von 1470 konnte versteckt und vor der Beschlagnahmung bewahrt werden. Die Petermännchen-Glocke ist zwar klanglich, aber nicht von der Tonhöhe her gelungen. Deswegen harmoniert sie mit den anderen vier Glocken schlecht und wird solistisch eingesetzt.

#### Orgel

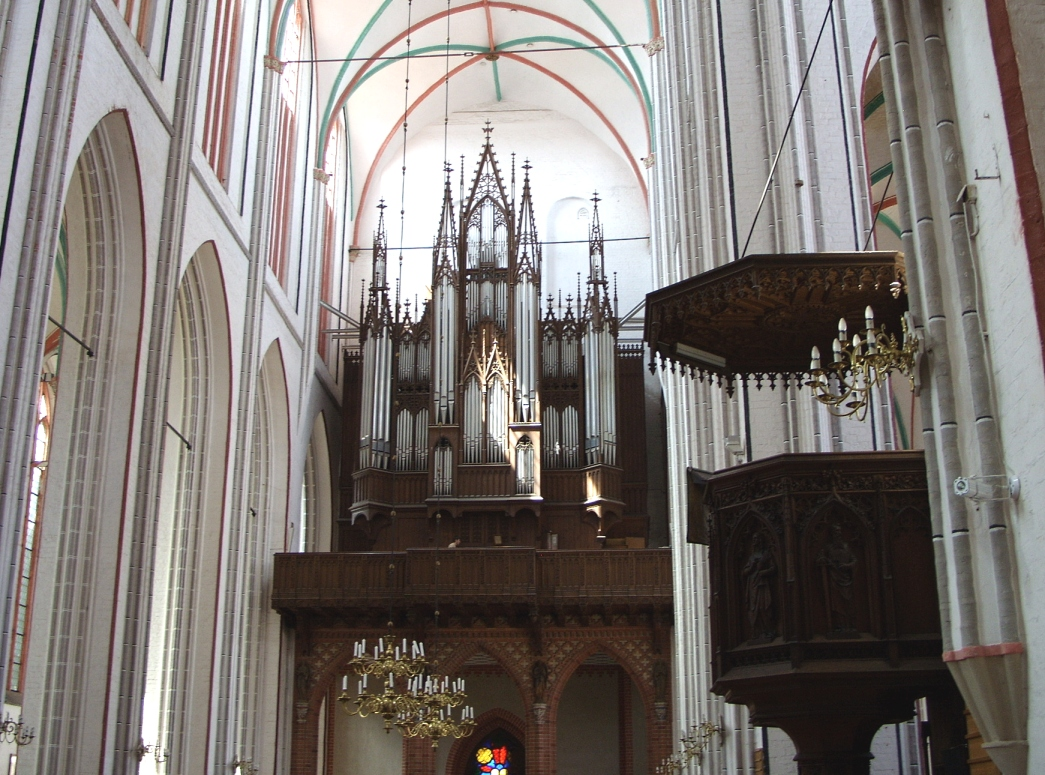
Orgel von Friedrich Ladegast

Ab Mitte des 13. Jahrhunderts ist ein Kantor und für das Jahr 1343 ist ein Organist nachweisbar, was die Existenz einer Orgel voraussetzt. Von 1557 bis 1560 baute Antonius Mors in seiner Werkstatt in Antwerpen eine neue Domorgel, die auf dem Seeweg nach Schwerin überführt wurde. Johann Georg Stein der Jüngere erhielt den Auftrag zu einem Neubau unter Einbeziehung der alten Orgel, den er infolge seiner Erkrankung nicht vollenden konnte (1790–1792). Ernst Julius Marx stellte 1795 das Werk mit 84 Registern auf drei Manualen und Pedal fertig. Friedrich Friese II führte 1840 eine Reparatur durch, 1858 erneuerte Friedrich Friese III den Balg der Orgel, die zunehmend abgängig wurde.
Die heutige Hauptorgel des Doms wurde von Friedrich Ladegast aus Weißenfels ab dem Jahr 1868 gebaut und 1871 geweiht. Sie hat mechanische Schleifladen und eine mechanische Kegellade für die großen Pedal-Stimmen.  Mithilfe der Barkermaschine lassen sich alle Manuale von der untersten Klaviatur bedienen. Durch die erstmals in Deutschland angewandte pneumatische Registertraktur (Schleifenbetätigung) konnte eine Frühform der Crescendowalze eingebaut werden, die eine stufenlose Klangdynamik ermöglicht. Zudem erlaubt die Einteilung der Register in zwei Gruppen (forte und piano) ein schnelles Umregistrieren durch Betätigen von Messingtritten über dem Pedal. Das viermanualige Werk will eine Synthese aus deutscher barocker (Gottfried Silbermann) und französischer romantischer (Aristide Cavaillé-Coll) Orgelbaukunst sein. Diese Orgel verfügt über 84 klingende Register mit etwa 5200 Pfeifen und ist damit nach Registerzahl die größte Orgel von Ladegast.
Abgesehen von kleinen Änderungen durch Leopold Nitschmann im Jahr 1962 ist die Ladegast-Orgel im Originalzustand erhalten. Die Restaurierung durch den VEB Potsdamer Schuke-Orgelbau wurde 1988 abgeschlossen. Seit 1993 ist Kirchenmusikdirektor Jan Ernst Organist und Domkantor.
Die Orgel hat folgende Disposition:
| I. Manual C–f3 |                |        |
| 01.            | Principal      | 16′    |
| 02.            | Bordun (ab c0) | 32′    |
| 03.            | Bordun         | 16′    |
| 04.            | Principal      | 8′     |
| 05.            | Doppelgedackt  | 8′     |
| 06.            | Flaute major   | 8′     |
| 07.            | Gemshorn       | 8′     |
| 08.            | Gambe          | 8′     |
| 09.            | Rohrquinte     | 5 1⁄3′ |
| 10.            | Oktave         | 4′     |
| 11.            | Rohrflöte      | 4′     |
| 12.            | Spitzflöte     | 4′     |
| 13.            | Terzflöte      | 3 1⁄5′ |
| 14.            | Quinte         | 2 ⁄3′  |
| 15.            | Oktave         | 2′     |
| 16.            | Cornett IV     | 4′     |
| 17.            | Cornett I–II   | 2 ⁄3′  |
| 18.            | Mixtur IV      | 2 ⁄3′  |
| 19.            | Cymbel II–III  | 2′     |
| 20.            | Trombone       | 16′    |
| 21.            | Trompete       | 8′     |

| II. Manual C–f3 |                     |       |
| 22.             | Principal           | 16′   |
| 23.             | Quintadena          | 16′   |
| 24.             | Principal           | 8′    |
| 25.             | Bordunalflöte       | 8′    |
| 26.             | Rohrflöte           | 8′    |
| 27.             | Quintatön           | 8′    |
| 28.             | Fugara              | 8′    |
| 29.             | Piffaro             | 8′    |
| 30.             | Oktave              | 4′    |
| 31.             | Flautino            | 4′    |
| 32.             | Flöte               | 4′    |
| 33.             | Quintatön           | 4′    |
| 34.             | Quinte              | 2 ⁄3′ |
| 35.             | Oktave              | 2′    |
| 36.             | Cornett II          | 2 ⁄3′ |
| 37.             | Progr.-Harm. III–IV | 2′    |
| 38.             | Scharff IV          |       |
| 39.             | Fagott              | 16′   |
| 40.             | Oboe                | 8′    |
|                 | Tremulant           |       |

| III. Manual C–f3 |                          |       |
| 41.              | Geigenprinzipal          | 8′    |
| 42.              | Gedackt                  | 16′   |
| 42.              | Doppelflöte              | 8′    |
| 44.              | Flauto traverso          | 8′    |
| 45.              | Salicional               | 8′    |
| 46.              | Gedackt                  | 4′    |
| 47.              | Fugara                   | 4′    |
| 48.              | Piffaro                  | 4′    |
| 49.              | Nassat                   | 2 ⁄3′ |
| 50.              | Piccolo                  | 2′    |
| 51.              | Progr.-Harm. II–IV       | 2′    |
| 52.              | Clarinette               | 8′    |
|                  | Glockenspiel (cis1–cis3) |       |

| IV. Manual C–f3 |                    |     |   |
| 53.             | Viola              | 16′ |   |
| 54.             | Lieblich Gedackt   | 8′  |   |
| 55.             | Zartflöte          | 8′  |   |
| 56.             | Viola d’amour      | 8′  |   |
| 57.             | Unda maris         | 8′  |   |
| 58.             | Flauto dolce       | 4′  |   |
| 59.             | Salicional         | 4′  |   |
| 60.             | Flautino           | 2′  |   |
|                 | Violine            | 2′  | v |
|                 | Waldflöte          | 2′  | v |
| 61.             | Harmonia aeth. III | 2′  |   |
| 62.             | Aeoline            | 16′ |   |

| Pedal C–f1 |                 |         |
| 63.        | Violon          | 32′     |
| 64.        | Untersatz       | 32′     |
| 65.        | Principalbaß    | 16′     |
| 66.        | Oktavbaß        | 16′     |
| 67.        | Violon          | 16′     |
| 68.        | Subbaß          | 16′     |
| 69.        | Salicetbaß      | 16′     |
| 70.        | Terz            | 12 4⁄5′ |
| 71.        | Nassat          | 10 2⁄3′ |
| 72.        | Principal       | 8′      |
| 73.        | Cello (schwach) | 8′      |
| 74.        | Cello (stark)   | 8′      |
| 75.        | Bassflöte       | 8′      |
| 76.        | Nassat          | 5 1⁄3′  |
| 77.        | Oktave          | 4′      |
| 78.        | Flötenbaß       | 4′      |
| 79.        | Cornett IV      | 2 ⁄3′   |
| 80.        | Posaune         | 32′     |
| 81.        | Posaune         | 16′     |
| 82.        | Dulcian         | 16′     |
| 83.        | Trompete        | 8′      |
| 84.        | Trompete        | 4′      |

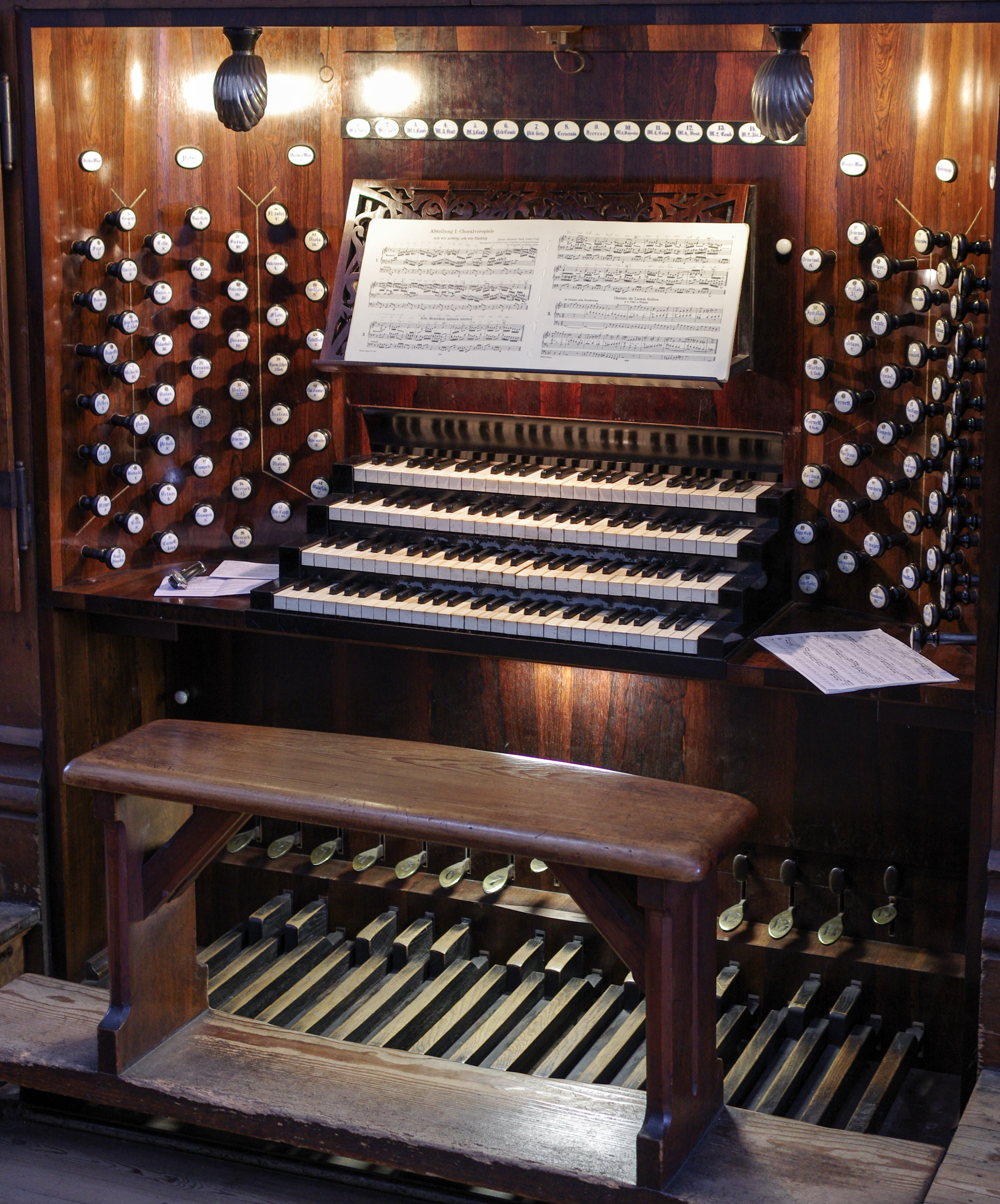
Spieltisch der Ladegast-Orgel

- Koppeln: II/I, III/I, IV/I, pneumat. Werk I/III (Barkerhebel), I/P (C–es1).
- Spielhilfen
  - Feste Kombinationen: I Manual. Abteilung 1 (forte), I Man. Abt. 2 (piano), II Man. Abt. 1 (forte), II Man. Abt. 2 (piano), Pedal forte.
  - Ventile: Ventil zu den starken Bässen, Ventil zu den Piano-Bässen.
  - Combinationstritte: I Man. Combination, II Man. Comb., III Man. Comb., IV Man. Comb., Ped. Comb.
  - Sonstiges: Crescendo, Decrescendo, IV Man. Schweller-Ventil zu man. III u. IV.
- Anmerkung

v = vakant

## Feierlichkeiten und Ereignisse (Auswahl)
| Jahr | Feier                      | Ereignis | Bemerkung |
| ---- | -------------------------- | --- | --- |
| 1171 | Erste Domweihe             | Unter Teilnahme des Grafen von Schwerin Gunzelin I., des Fürsten von Mecklenburg Pribislaw, der Bischöfe Evermod von Ratzeburg und Berno, sowie Herzog Heinrichs der Löwe | Weiheakt im romanischen Vorgängerbau |
| 1806 |                            | Napoleonische Truppen besetzen Schwerin | Der Dom wird als Marstall der französischen Reiterei benutzt. |
| 1893 |                            | Fertigstellung des heutigen westlichen Domturmes | Der Großgrundbesitzer Arthur von Bernstorff stiftete den Turm. Mit der Höhe von 117,5 Metern war er der höchste Kirchturm in der ehemaligen DDR.                                                                              |
| 1971 | 800-jähriges Weihejubiläum | Feier innerhalb der Domgemeinde | wöchentlich stattfindende Orgelkonzerte im Dom |
| 1989 |                            | Gottesdienst der Bürgerrechtsdemonstration am 23. Oktober 1989 ein | Nie wieder fasste der Dom mehr Menschen als an diesem Tag, die ihn als kirchlichen Schutz- und Sammelraum nutzten. Die Wände waren feucht von der Atemluft der in den Dom eingekehrten friedlichen Bürgerrechtsdemonstranten. |
| 1992 | Festgottesdienst           | anlässlich des Tages der deutschen Einheit | Bundeskanzler Helmut Kohl und mehrere Minister nehmen am Gottesdienst teil |
| 1996 | 825-jähriges Weihejubiläum | Feiern innerhalb der Domgemeinde | Fest zur 125-jährigen Fertigstellung der Ladegastorgel des Domes |
| 2007 | Festgottesdienst           | Anlässlich des Tages der deutschen Einheit nehmen Bundespräsident Horst Köhler und Bundeskanzlerin Angela Merkel am ökumenischen Gottesdienst teil.                       | |
| 2019 | Gottesdienst               | Gottesdienst des Initiativkreises 30 Jahre Schweriner Montagsdemonstration                                                                                                | Der ehemalige Bundespräsident Joachim Gauck und viele Schweriner Bürgerrechtler von 1989 sind Teilnehmer der Feier. |
| 2021 | 850-jähriges Weihejubiläum | Das Jubiläum wird im Pandemiejahr 2021 mit Veranstaltungen durchgeführt.                                                                                                  | |

## Persönlichkeiten

### Geistliche
Zu den Bischöfen vor der Reformation siehe die Liste der Bischöfe von Schwerin. Nach der Reformation waren ab 1564 die Superintendenten von Schwerin zugleich Erste Domprediger. Daneben gab es zwei weitere Dompredigerstellen, ab 1925 eine vierte.
Zu den am Dom tätigen Geistlichen gehörten:
- Joachim Nossiophagus, Domprediger 1552–1558
- Simon Pauli (der Ältere), Dritter Domprediger 1559–1560
- Wolfgang Peristerus, Erster Domprediger und Superintendent 1564–1571
- Joachim von Wopersnow, Schweriner Domdechant 1572–1574
- Mento Gogreve, Erster Domprediger und Superintendent 1573–1576
- Michael Gutzmer (1607–17. August 1648), Domprediger
- Georg Westphal (1665–1728), 1695 Dritter, 1705 Zweiter, 1713 Erster Domprediger
- Johann Daniel Suckow, Dritter Domprediger 1709–1728
- Heinrich Julius Tode, Erster Domprediger und Superintendent 1793–1797
- Georg Christian Benedikt Ackermann, Erster Domprediger und Superintendent 1807–1833, ab 1830 auch Oberhofprediger
- Albrecht Bartsch, 1837 Assistent des Dompredigers Erbe, 1839–1845 Dritter Domprediger, 1845–1851 Zweiter Domprediger
- Theodor Kliefoth, Erster Domprediger und Superintendent 1844–1849
- Hermann Karsten, Erster Domprediger (1850–1876) und Superintendent (1850–1856)
- Paul Bard, Dritter Domprediger 1869–1876, Erster Domprediger und Superintendent 1876–1909
- Otto Weber (Pfarrer), Dritter Domprediger 1880–1894, Zweiter Domprediger 1894–1906
- August Leo, Dritter Domprediger 1901–1906, Zweiter Domprediger 1906/07, ging als Superintendent nach Malchin
- Heinrich Behm, Erster Domprediger und Superintendent ab 1909
- Gerhard Tolzien, Domprediger 1911–1916
- Bernhard Goesch, zweiter Domprediger 1921–1933
- Henning Fahrenheim, vierter Domprediger 1925–1934
- Julius Sieden, Erster Domprediger und Landessuperintendent 1927–1933
- Johannes Heepe, Erster Domprediger und Landessuperintendent 1934–1945
- Karl Kleinschmidt, Domprediger 1935–1968
- Theodor Werner (Pfarrer), Landessuperintendent 1946–1953
- Günter Pilgrim, Domprediger 1968–1980
- Jürgen Hebert, Domprediger 1971–1985

Ab 1921 war der Dom die Predigtstätte der leitenden Geistlichen der Evangelisch-Lutherischen Landeskirche Mecklenburgs, die die Amtsbezeichnung Landesbischof führten. Das waren:
- 1921–1930: Heinrich Behm (Mecklenburg-Schwerin)
- 1930–1934: Heinrich Rendtorff (zunächst Landesbischof Mecklenburg-Schwerins, ab 1933 der vereinigten Kirche)
- 1934–1945: Walther Schultz
- 1946–1971: Niklot Beste
- 1971–1984: Heinrich Rathke
- 1984–1996: Christoph Stier
- 1996–2007: Hermann Beste
- 2007–2019: Andreas von Maltzahn

Im Zuge der Gründung der Evangelisch-Lutherischen Kirche in Norddeutschland wurde in der Verfassung der Schweriner Dom (zusammen mit dem Lübecker Dom) zur Predigtstätte des Landesbischofs der Nordkirche bestimmt. Erster Landesbischof wurde Gerhard Ulrich, ab 2019 gefolgt von Kristina Kühnbaum-Schmidt.

### Kirchenmusiker (Auswahl)
- Johann Jacob Heinrich Westphal (1756–1825), Domorganist und Mathematiklehrer
- Hermann Klose, Domorganist 1907–1931
- Georg Gothe, Domorganist 1931–1970
- Winfried Petersen (1928–2018), Domkantor (1965–1993), Landeskirchenmusikdirektor (1979–1993)[67]
- Jan Ernst (1993–)

## Varia
- Die EKD stellte zwischen 1973 und 1975 die Summe von 340.000 D-Mark bereit, damit über das erste Kirchenbauprogramm in der DDR dieselbe Summe in DDR-Mark für Sanierungs-Bauleistungen dieses Sakralbaus verfügbar war.[68]

### Allgemeines und Architektur
- Georg Christian Friedrich Lisch: Geschichte der Heiligen-Bluts-Kapelle im Dome zu Schwerin. In: Jahrbücher des Vereins für Mecklenburgische Geschichte und Altertumskunde. Band 13, 1848, S. 143–187 (Volltext/Digitalisat).
- Georg Christian Friedrich Lisch: Ueber die Bau-Perioden des Domes zu Schwerin. In: Jahrbücher des Vereins für Mecklenburgische Geschichte und Altertumskunde. Band 19, 1854, S. 398–403 (Volltext/Digitalisat).
- Georg Christian Friedrich Lisch: Der Dom zu Schwerin. 1871 (online).
  - Im Original auch als Volltext/Digitalisat: Der Dom zu Schwerin. In: Jahrbücher des Vereins für Mecklenburgische Geschichte und Altertumskunde. Band 36, 1871, S. 147–203.
- Gottfried Demmler: Der Dom zu Schwerin in seinem unbestreitbaren Recht auf einen in Größe und Baustyl ihm würdigen Thurm: ein öffentliches Mahnwort an den Hochwürdigen Oberkirchenrath zu Schwerin. Schwerin 1883.
- Friedrich Schlie: Die Amtsgerichtsbezirke Wismar, Grevesmühlen, Rehna, Gadebusch und Schwerin (= Die Kunst- und Geschichts-Denkmäler des Grossherzogthums Mecklenburg-Schwerin, Bd. 2). Schwerin 1898, Neudruck Schwerin 1992, ISBN 3-910179-06-1, S. 536 ff.
- Heinrich Reifferscheid: Der Kirchenbau in Mecklenburg und Neuvorpommern zur Zeit der deutschen Kolonisation. Greifswald 1910.
- Anna Marie von Langermann und Erlencamp: Der Dom zu Schwerin. Bärensprung, Schwerin 1931.
- Adolf Friedrich Lorenz: Der Dom zu Schwerin. (= Das christliche Denkmal; 9) Union Verlag, Berlin 1981 (SLUB Dresden = 1. Auflage, 1954).
- Margit Kaluza-Baumruker: Der Schweriner Domkapitel (1171–1400) (= Mitteldeutsche Forschungen, Bd. 96). Böhlau, Köln u. a. 1987.
- Ernst-Friedrich Roettig: Der Dom zu Schwerin. 8., überarb. Auflage. München Berlin 2003, (= DKV-Kunstführer Nr. 418).
- Horst Ende: Der Dom zu Schwerin (= Großer DKV-Kunstführer). München/Berlin 2005, ISBN 3-422-06519-9.
- Georg Dehio: Handbuch der deutschen Kunstdenkmäler – Mecklenburg-Vorpommern. Deutscher Kunstverlag, München 2016, S. 565–574.
- Rudolf Conrades: Zur Sakraltopographie und zu Aspekten der Liturgie und Marienverehrung im spätmittelalterlichen Schweriner Dom. In: Mecklenburgia sacra. Jahrbuch für Mecklenburgische Kirchengeschichte 19 (2018), S. 84–198.
- Anna Hoffmann: Der Dom zu Schwerin. Baugeschichte – Chordisposition –Denkmalpflege. VDG, Ilmtal-Weinstraße 2023.
- Rudolf Conrades: Der Schweriner Dom und König Ludwig IX. von Frankreich. Zum Transfer der Hochgotik in den Ostseeraum. Michael Imhof Verlag, Petersberg 2023.

### Ausstattung
- Gerd Baier: Die Ausmalung der Mariae-Himmelfahrtskapelle im Dom zu Schwerin. Schwerin 1924.
- Dorotheus Graf Rothkirch: Zeugen von Macht und Fürbitte – Die Grabplatten der Bischöfe Rudolf I. und derer von Bülow im Dom zu Schwerin. In: KulturERBE in Mecklenburg-Vorpommern 3 (2007), S. 25–38.
- Nadine Mai: Das Loste-Retabel im Dom zu Schwerin. Form und Funktion einer spätmittelalterlichen Stiftung. In: Mecklenburgisches Jahrbuch 124 (2009), S. 85–129.
- Nadine Mai: Das Lotse-Retabel im Dom zu Schwerin. Förderkreis Schweriner Dom, Schwerin 2009 (= Mai 2009a).
- Ursula Wolkewitz: Die gravierten Messinggrabplatten des 13. und 14.Jahrhunderts im Bereich der norddeutschen Hanse – ihre Herkunft und ihre Bedeutung: Erinnern – Mahnen – Belehren. Kassel University Press, Kassel 2015.